# Melodifestivalen
Melodifestivalen (även kallad Schlagerfestivalen, Schlager-SM, svenska Melodifestivalen, Melfest eller informellt Mello) är en återkommande svensk musiktävling som anordnas av Sveriges Television (som fram till 1979 hette Sveriges Radio-TV) vars syfte är att utse Sveriges representant till den europeiska musiktävlingen Eurovision Song Contest (anordnad av EBU). Melodifestivalen har arrangerats varje år sedan 1958, med undantag för åren 1964, 1970 och 1976. Det vinnande bidraget har förutom premiäråret 1958 alltid valts via en publik uttagning och sedan 1967 har tävlingen kallats Melodifestival, som år 2002 ändrades till Melodifestivalen. Däremot hade upplagorna 1971 och 1972 tillfälligt andra uttagningsnamn.
Programmet är ett av Sveriges mest sedda. Rekordet sattes 2006, då finalen hade 4 242 000 tittare. År 2013 var det fjortonde året i följd som programmet blev årets mest sedda. Alla dessa var finaler inklusive år 2000 och 2001 som ännu inte hade deltävlingar. År 2014 bröts den sviten då det mest sedda programmet blev Kalle Anka på julafton.
Över tusen bidrag har tävlat i Melodifestivalen, detta räknat sedan den första nationella publika uttagningen år 1959. Det tusende bidraget framfördes i en av deltävlingarna i Melodifestivalen 2021.

## Om Melodifestivalen

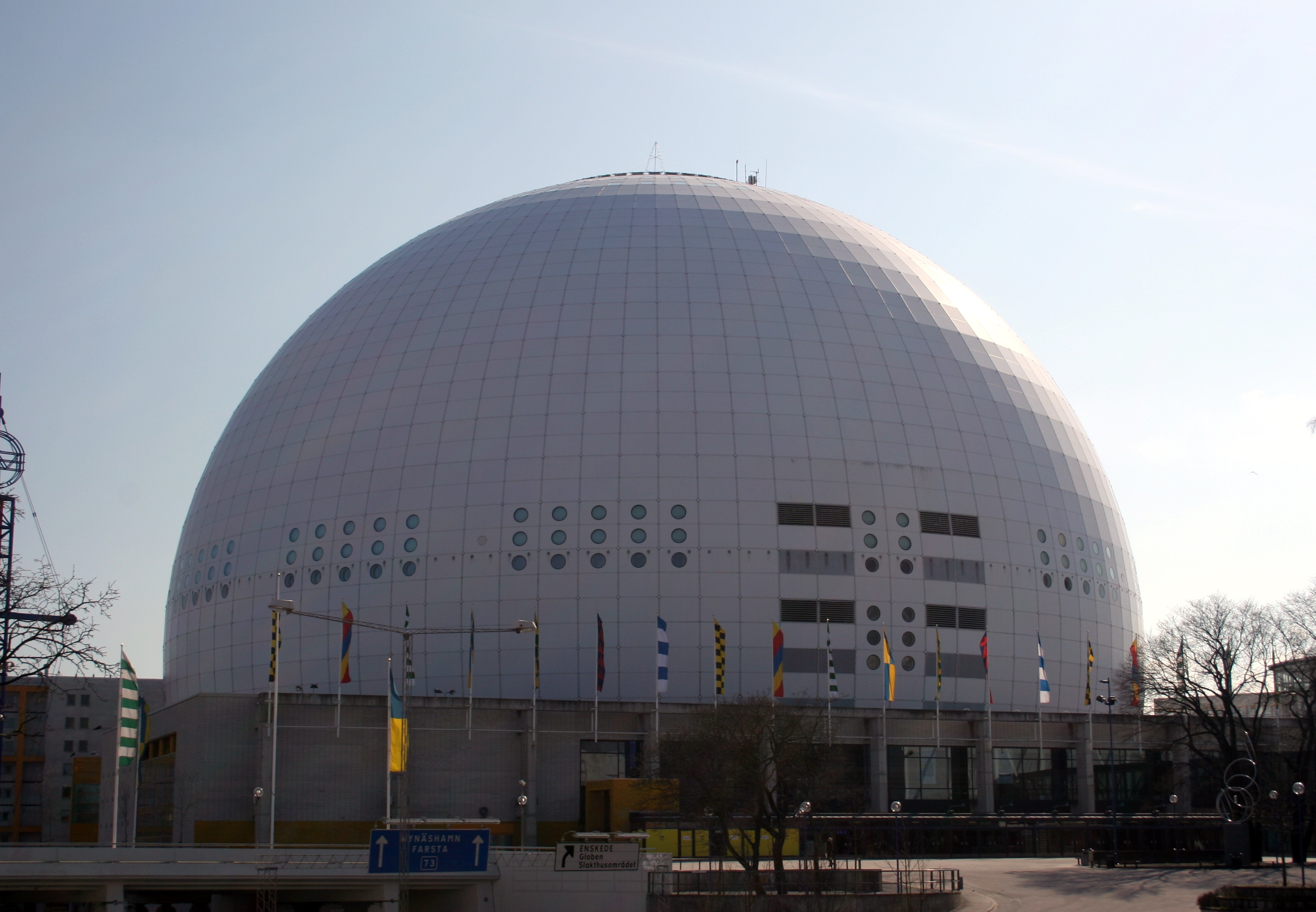
Finalen avgjordes mellan 2002 och 2012 i Globen i Stockholm. Även 1989, året då Globen invigdes, hölls tävlingen där.

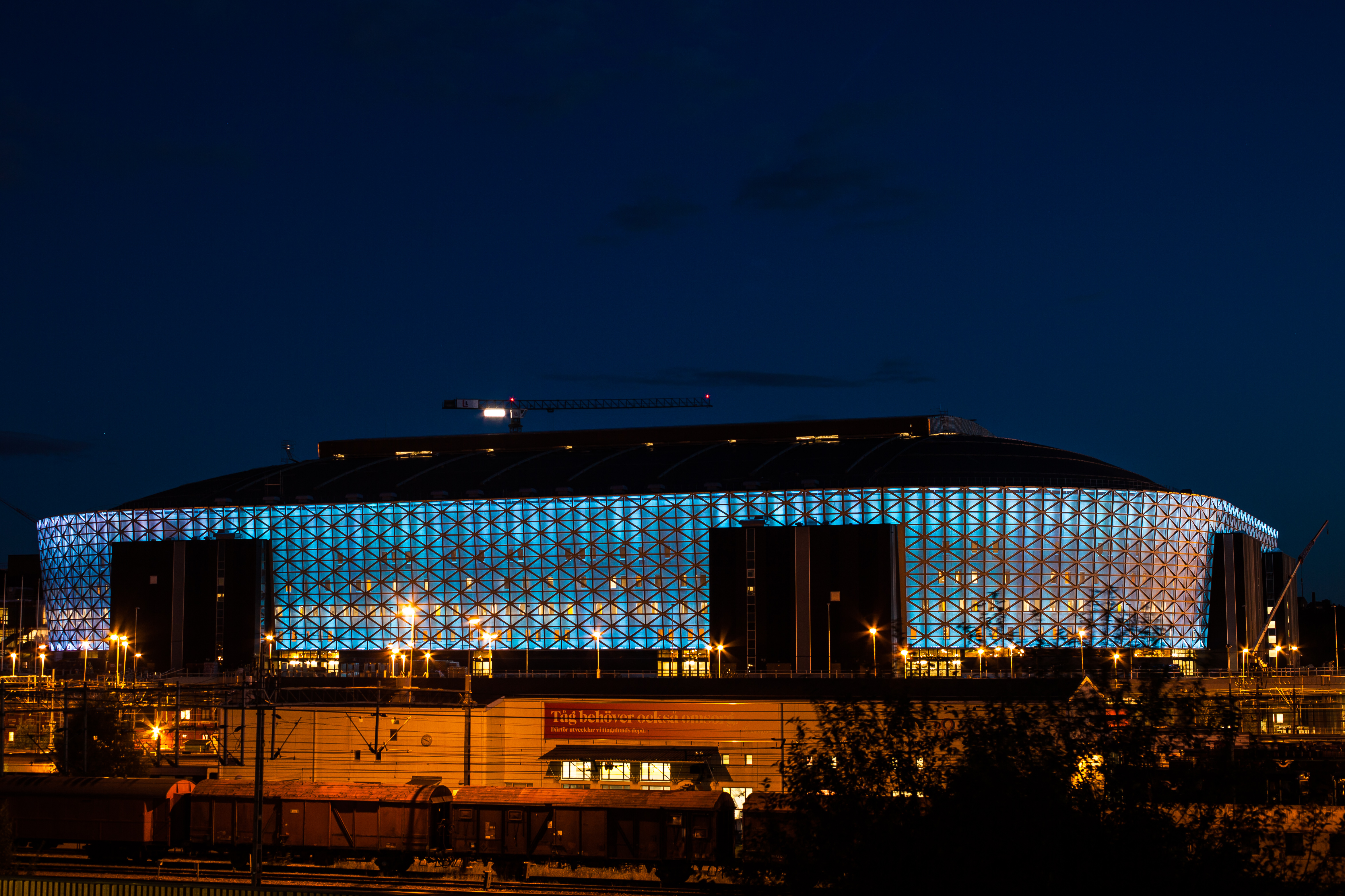
Friends Arena (nuvarande Strawberry Arena) i Solna där finalen avgjordes från och med 2013, med undantag för 2021.

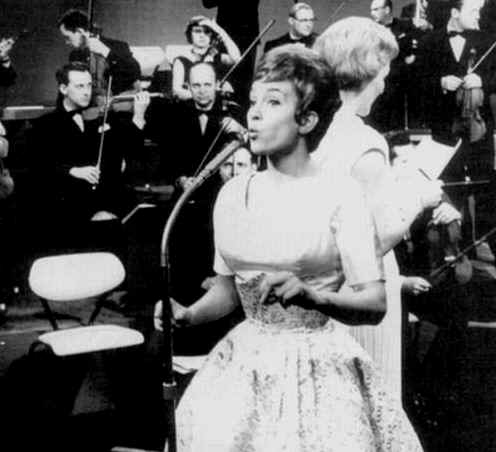
Siw Malmkvist framför April, april i Melodifestivalen 1961. Liveorkester i bakgrunden.

Melodifestivalen är en svensk musiktävling som utser Sveriges artist och bidrag till den europeiska musiktävlingen Eurovision Song Contest. I Eurovision Song Contest har Sverige lyckats väl varför den svenska uttagningen alltid har varit populär och lockat stora tittarskaror. Intresset för den svenska uttagningen har ökat markant efter år 2002, då man gjorde om tävlingen med deltävlingar, uppsamlingsheat och final.
Sverige har sedan sin Eurovisionsdebut 1958 deltagit i stort sett alla upplagor av Eurovision Song Contest med undantag för åren 1964 (till följd av en artiststrejk i Sverige), 1970 (bojkott i strid av att fyra länder kunnat dela på vinsten 1969) och 1976 (av ekonomiska skäl). Varje år efter de gånger som Sverige har tagit hem segern i Eurovision (hittills åren 1974, 1984, 1991, 1999, 2012, 2015 och 2023) har Sverige varit värdland året därpå och vid några av dessa tillfällen har den svenska uttagningen av ekonomiska skäl blivit nedbantad, möjligen undantagen Melodifestivalen 2013, 2016 och 2024. Det har även förekommit att andra upplagor av Melodifestivalen också har blivit nedbantade av ekonomiska skäl dock inte när Sverige varit värd för Eurovisionen.
Melodifestivalerna är det genom tiderna mest sedda underhållningsprogrammet i Sveriges Television och det är mycket vanligt att populära bidrag från Melodifestivalen dyker upp på Svensktoppen strax efter Melodifestivalen. Under 2000-talets första decennium har de blivit allt vanligare även på Trackslistan och försäljningslistan. Melodifestivalen har också varit ett startskott för många artisters framtida musikkarriärer för såsom Kikki Danielsson, Lena Philipsson, Carola Häggkvist och Charlotte Perrelli, liksom för skivbolagsdirektörer som Bert Karlsson och många låtskrivare.

### Tävlingsproducentens roll
När Sveriges Television gjorde om Melodifestivalen från en finalkväll till ett större turnéformat 2002 anställdes Christer Björkman av Sveriges Television som artistansvarig. Han kom sedan att vara kvar i produktionen fram till 2021 i olika roller däribland som tävlingsproducent, exekutiv producent och senior producer. Några år innan Björkman valde att avsluta sin anställning och den nya producenten Karin Gunnarsson tog över hade de sina roller parallellt. Det hela gick ut på att Gunnarsson successivt skulle ta över Björkmans roll i tävlingen och från och med Melodifestivalen 2022 gällde detta fullt ut. Åren innan 2002 hade varje upplaga sina olika producenter som kom och gick, detta berodde på att programmet producerades av olika nöjesredaktioner inom Sveriges Television och ibland i olika städer vilket särskilt gällde under 1980-, 1990- och början av 2000-talet .

### Uttagningsform

#### 1959–2001
Åren 1959–1963, 1965–1969, 1971–1975 och 1977–2001 producerade Sveriges Television (som fram till 1979 hette Sveriges Radio-TV) en ny upplaga av Melodifestivalen varje år. Upplägget var återkommande med endast en sändning per år i antingen en eller två röstningsomgångar, även om det inför finalerna 1959, 1960 och 1971 genomfördes kvalsändningar. I samtliga dessa upplagor förekom enbart juryröstning som resultat även om det även här fanns undantag såsom att finalen 1962 samt kvalprogrammen 1971 avgjordes med hjälp av poströstning, och finalerna åren 1993 samt 1999–2001 med metoden kombinerad jury- och tittarröstning.
Under 1950-, 1960- och 1970-talet bestod finalerna alltid av en röstningsomgång medan under större delen av både 1980- och 1990-talet delades finaler ofta upp i två omgångar. Det senare gjorde att jurygrupperna först fick lyssna på alla melodier för att sedan rösta vidare halva startfältet till en avgörande omgång där vinnaren korades. Det senare systemet användes i finalerna åren 1982–1988, 1991–1996 och 1998, i övriga upplagor korade juryn vinnaren i en omgång.

#### Inställda upplagor
1964, 1970 och 1976 deltog inte Sverige i Eurovision och dessa tre år arrangerades heller ingen uttagningsfinal. Detta i och med att tanken att vinnaren ska åka till det land som det året arrangerar Eurovision och där tävla för Sverige. Det kan i sammanhanget nämnas att trots det att Eurovision 2020 blev inställd (till följd av Coronaviruspandemin) producerades Melodifestivalen i Sverige. Detta berodde dock på att beslutet från EBU, som producerar Eurovisionen, blev känt först efter det att Melodifestivalen hade avgjorts det året.

#### 2002–
År 2002 gjordes hela Melodifestivalkonceptet om från att gå från en enda finalkväll till att det är publiken som får avgöra vilka bidrag som ska ingå i finalstartfältet. Detta görs genom att ett startfält på mellan 28 och 32 bidrag delas upp i fyra (2002–2023) eller fem (2024–) kvalprogram som utgörs av deltävlingar och ett uppsamlingsheat där publikomröstningar avgör vilka bidrag som ska kvala vidare till finalen.
Konceptet består av att sex (2024–), sju (2015–2023) eller åtta (2002–2014) bidrag tävlar i varje deltävling där publiken får rösta fram två bidrag till final samt ett eller två bidrag till ett uppsamlingsheat där tittarna ges möjlighet att rösta vidare ytterligare mellan två och fyra bidrag till final. Därefter avgörs själva finalen som här alltid är delad mellan å ena sidan av tv-tittarnas röster och å andra sidan inbjudna jurygrupper som bara består av länder som ska tävla i samma Eurovisionupplaga som Sverige (2011–), men det har tidigare varit svenska jurystäder (2002–2010) eller i kombination (2009, med en inbjuden internationell jury, och 2010, där sex jurygrupper utgjordes av svenska städer och resterande fem jurygrupper av europeiska länder). Mellan 2002 och 2018 var det alltid elva jurygrupper i finalerna, därefter har antalet varit åtta. Att antalet sänktes berodde på att det skulle matcha ett nytt koncept med införda åldersindelade tittargrupper.
Uppsamlingsprogrammet har haft olika namn genom åren. Första året, 2002, hette det Vinnarnas val där resultatet bestämdes helt av en artistjury, och året därpå Tittarnas val, då publiken fick bestämma två vinnare. Därefter, fram till 2021, hette programmet Andra chansen som årligen korade två eller fyra finalister, för att sedan döpas om till Semifinal respektive Finalkval. Under de första fem åren med deltävlingskonceptet valde Sveriges Television att alltid sända uppsamlingsprogrammet dagen efter den fjärde deltävlingen hade ägt rum, vanligtvis som en del av ett annat program i tablån, exempelvis Söndagsöppet. I dessa program fick artisterna ingen möjlighet att ta om sina nummer då man bara visade upp bandade inslag från deltävlingarna. Mellan åren 2007 och 2023 var momentet istället en egen lördagsdeltävling som sändes från en arena någonstans i Sverige (i likhet med resterande fyra deltävlingar) där artisterna gavs möjlighet att göra justeringar i framträdanden. Sedan 2024 är uppsamlingsprogrammet istället inbakat i den sista deltävlingen som en förlängd halvtimmessändning. Även där har artisterna ingen möjlighet att ta om sina nummer annat än om de låtar som koras till vinnare tillåts att sjunga om när de har vunnit sin omgång.

### Datum
Tävlingen har alltid arrangerats under perioden januari till mars, dock med undantag för de semifinaler som arrangerades inför 1959 och 1960 års tävling samt den s.k. webbjokertävlingen som arrangerades mellan åren 2010 och 2012. Dessa hölls istället några månader före den riktiga festivalen. Det tidigaste datumet en Melodifestival har arrangerats på var den 19 januari (2002) och det senaste har varit 31 mars (1991). Datumen för när uttagningen äger rum avgörs utifrån de datum som den Europeiska radio- och TV-unionen (EBU) har bestämt för den aktuella upplagan. Uttagningen måste också följa den regel som säger att tävlingsbidrag till den kommande Eurovisionen inte får ha givits ut på publika plattformar före ett visst datum året innan tävlingen äger rum. Fram till början av 2000-talet sattes detta datum till den 1 januari samma år, för att därefter justeras till den 1 oktober året innan. Sedan 2011 är det den 1 september året innan tävlingen äger rum som gäller.

### Tävlingens namn
Under de första åren som Sverige deltog i Eurovisionen hade den svenska uttagningstävlingen olika namn såsom Schlagertävlingen (1958), Säg det med musik: Stora schlagertävlingen (1959), Eurovisionsschlagern, svensk final (1960–1963) och Svensk sångfestival (1965–1966). Från och med 1967 justerades namnet till sitt nuvarande namn Melodifestival och det är ett namn som tävlingen har haft alla år sedan dess, dock med undantag för åren 1971 då uttagningen hette Hylands Hörna med svensk schlagerfinal och 1972 då den fick namnet Musikfestival -72. Inför Melodifestivalen 2001 valde Sveriges Television att lägga till ändelsen -en i namnet så att tävlingen fick titeln Melodifestivalen.
Fram till Melodifestivalen fick sitt deltävlingsupplägg 2002 hade varje års upplaga sin egen logotyp, medan alla år därefter har en standardlogotyp i form av en krona använts.

### Orkester, singback, körsång och dansare
Levande orkester användes i uttagningarna åren 1959–1963, 1965–1969, 1971–1975, 1977–1984 och 1987–2000. Åren däremellan deltog inte Sverige, med undantag för åren 1985 och 1986 då Sveriges Television av ekonomiska skäl använde sig av musikvideor och förinspelad musik. Från och med år 2001 har inte orkester används till förmån för det så kallade "singback"-systemet, vilket innebär att musiken ligger förinspelad på band. Regeln har alltid varit att all huvudsång ska göras live och fram till 2008 även körsången. Inför 2009 års upplaga valde Sveriges Television att tillåta förinspelad körsång samt möjligheten att ta in upp till åtta personer på scenen (från tidigare sex personer), räknat per scenframträdande. Dessa regler har behållits i alla upplagor sedan dess, med undantag för 2021 års upplaga då antalet personer på scenen tillfälligt minskades till sex personer. Den förändringen gjordes för att kunna förbereda för att spela in Sveriges reservframträdande till Eurovision Song Contest.
Eftersom EBU, som producerar Eurovisionen, inte tillåter att Eurovisionframträdanden har fler än sex personer på scenen samt förinspelad körsång, har Sveriges Television ställt som krav att vinnarlåten kan komma att behöva arrangeras om inför en eventuell Eurovisiontävlan. Under 2020-talets början hade dock EBU luckrat upp regeln kring körsången något, bland annat i syfte att varje land inte skulle behöva skicka med för många personer i sina delegationer. Sedan 2023 har däremot EBU justerat regeln igen till att den återigen måste göras live, antingen på eller bakom Eurovision-scenen, däremot kan viss körsång vara förinspelad.

### Röstnings- och poängsystem
I och med att de olika Melodifestivalupplagorna har varierat i upplägget från år till år har också det poängsystem som i slutändan korar en vinnare ofta förändrats genom åren. I stort sett alltid har det varit jurygrupper som har fått rösta, men sedan 1999 delas den makten med tv-tittarna och sedan 2002 får tittarna bestämma finalstartfältet genom deltävlingarna och uppsamlingsheatet (Andra chansen/semifinalen/finalkvalet). Genom åren har bland annat post-, jury- telefon-, SMS- och applikationröstning förekommit.

#### Poströster
Heaten i Melodifestivalen 1959 och Melodifestivalen 1971 samt finalen i Melodifestivalen 1962 avgjordes enbart med hjälp av poströster.

#### Jurygrupper
1965 införde Sveriges Television ett jurysystem med att låta elva regionala jurygrupper vara med och rösta. Varje jurygrupp fick representera varsin stad från norr till söder och det blev under många år ett återkommande system. Det har även förekommit andra jurykonstellationer som exempelvis åldersindelade respektive internationella jurygrupper. Det sistnämnda har varit aktuellt sedan 2009 års uttagning och permanent sedan 2011 års tävling.
På senare år gör juryerna sin avläggning under generalrepetitionen kvällen innan den direktsända finalen äger rum. De bedömer inte bidragens faktiska kvalitet, utan efter hur väl de tror bidragen uppskattas i Eurovisionen.

#### Tittarröstning
Under sändningen av finalen 1993 avslöjades det mitt i direktsändningen att TV-tittarna skulle få avgöra den finalens andra röstningsomgång med hjälp av telefonröstning, vilket var första gången sedan 1970-talet som publiken fick vara med och bestämma något i Melodifestivalen. Tittarröstningen lades sedan på is fram till år 1999 då Sveriges Television valde att låta dela makten lika mellan jurystäderna och publiken. Detta upplägg har varit aktuellt i alla finaler sedan dess och publiken har fått rösta via telefon, sms (2006–2018) och en app (2015–).
Sedan deltävlingar infördes år 2002 är det tittarna som avgör genom tittaromröstning i en eller flera omgångar vilka bidrag som kvalificerar sig vidare till uppsamlingsheat/semifinal och final. Ett system med jury under Melodifestivalen 2005 togs bort under pågående tävling. Från uppsamlingsheatet har tittarna också makten att avgöra finalisterna, även om det första året (2002) avgjordes helt av en jury.
Mellan 2002 och 2014 kunde tittarna rösta obegränsat antal gånger under varje direktsändning, men efter att det avslöjats att en person använt sig av så kallade datoriserade röster för att rösta på ett bidrag som tävlat ett tidigare år valde Sveriges Television att skapa en så kallad röstningsbegränsning.
I finalerna 1993 samt 1999–2010 hade tittarröstningen alltid fasta poängsummor att dela ut, vilka var lika stora som jurygrupperna tillsammans. 1993 var det däremot samma summor som jurygrupperna skulle ha delat ut. År 2011, samma år som de svenska jurystäderna byttes ut till internationella jurygrupper, blev dessa poäng istället procentuella. Det innebar att tittarnas poäng fördelades ut utifrån hur många röster varje bidrag fått utifrån en given totalsumma som var lika stor som den som jurygrupperna delat ut tillsammans. Om exempelvis ett bidrag hade fått tio procent av rösterna skulle det få tio procent av tittarnas totalsumma, tal som alltid avrundades uppåt till närmaste heltal. Inför Melodifestivalen 2019 gjordes även detta system om till att dela upp Melodifestivalens applikation i åldersindelade grupper som vardera delar ut fasta poängsummor till bidragen utifrån rangordning i respektive åldersgrupp. Tittarna har dock fortfarande lika stor makt i tävlingen även om den är uppdelad på flera åldrar.

#### Applikationsröster ("Hjärtröster")
I Melodifestivalen 2015 infördes möjligheten att "hjärtrösta" genom en mobilapplikation under varje bidrags liveframträdande, men på grund av tekniska problem räknades dessa inte i finalen det året. Dessa röster var till skillnad från telefon/SMS-rösterna kostnadsfria men vägde lika tungt som övriga röster. Flera röstningsrekord slogs efter att den möjligheten infördes. Hjärtrösterna utjämnade skillnaden mellan publikens poäng på bidragen och minskade därmed publikens inflytande över slutresultatet i förhållande till inflytandet från de internationella jurygrupperna vars poäng hade en större spridning. I Melodifestivalen 2017 var standardavvikelsen för juryrösterna 28.7 medan den för publikrösterna endast var 9.12. Sveriges Televisions Melodifestivalexpert Gustav Dahlander kommenterade 2017 att "Mycket ska alltså till för att ett bidrag som är en klar favorit hos jurygrupperna inte ska vinna." Aftonbladets Markus Larsson skrev att "Appen gör framför allt att publikens röster blir mindre värda". Sedan införandet av hjärtrösterna är det alltså artisternas framträdanden under repetitionen kvällen före finalen som kan tillmätas störst betydelse för utgången av tävlingen.
Sveriges Television har också valt att visa hur stort engagemanget är under varje liveframträdande. Mellan åren 2015 till 2018 visades detta genom ett bultande hjärta i bild under varje scenframträdande som ju mer det bultade desto större var engagemanget för låten. I samband med införandet av åldersgrupper 2019 gjorde Sveriges Television om hjärtat i bild så att det bara visar vissa åldersgruppers röstande per bidrag. Detta har bidragit till att tittarnas möjlighet att utläsa hur intensivt hjärtat de facto slår i alla åldersgrupper har tagits bort.
Under åren har applikationen fått vissa förändringar och justeringar. Första året den användes, 2015, kunde tittarna bara hjärtrösta på ett bidrag så länge det framfördes på scenen i direktsändningen. Om man ville rösta på nytt på bidraget fick man istället ringa eller SMS-rösta. Året därpå utökades möjligheten att hjärtrösta under hela den tid som omröstningen pågick vilket var oberoende om bidraget framfördes, hade framförts eller stod på kö för att framföras. Från Melodifestivalen 2022 har Sveriges Television utökat möjligheten att hjärtrösta i bägge röstningsomgångar i och med införandet av så kallad dubbel hjärtröstning. Det innebär att i den första omgången kan en tittare lägga upp till fem hjärtröster per bidrag och lika många hjärtröster i den andra omgången. Bidragen behåller tidigare röster de fått från den första till den andra omgången, dock kan man inte spara hjärtröster mellan omgångarna. I alla upplagor har applikationen även kunnat användas för att tippa resultat och läsa fakta om låtar och artister som tävlar.

### Språkregler
Fram till år 2001 var alla bidrag som tävlade i Melodifestivalen tvungna att framföras helt på svenska, även om det var tillåtet att ha enstaka ord och/eller fraser på andra språk, såsom "Decibel, you're gonna be a star" eller "We are all the winners, we are all the best". I Eurovisionens barndom fanns till en början inga språkregler om att varje lands bidrag skulle framföras på ett eller flera av landets officiella språk, sådana infördes under andra hälften av 1960-talet och fanns sedan kvar fram till 1998 med undantag för några år på 1970-talet. Under dessa år valde exempelvis Sverige att översätta vinnarlåtar i Melodifestivalen till engelska, vilket exempelvis var aktuellt när musikgruppen Abbas "Waterloo" vann i Brighton 1974. Annars förblev de svenska bidragen svenskspråkiga fram till 1999 och sedan dess har de svenska bidragen uteslutet sjungits på engelska i Eurovision Song Contest, vilket även gäller Sveriges bidrag år 1999–2001 som alltså vann innan språkregeln upplöstes i den svenska uttagningen. Även efter att språkregeln upphörde i svenska Melodifestivalen har samtliga bidrag som vunnit på svenska, såsom Lena Philipssons "Det gör ont" från 2004 och Carola Häggkvists "Evighet" från 2006, översatts till engelska. Det enda undantag som hittills gjorts var 2025 när humorgruppen Kaj vann med låten "Bara bada bastu" som framfördes på svenska (om än på Vörådialekt och med några ord på finska).
När Sveriges Television gjorde om Melodifestivalen år 2002 passade man även på att göra om språkregeln så att alla bidrag får framföras på vilket språk som helst. Däremot väljer Sveriges Television att avsätta cirka 30 procent av startfältet åt bidrag som till huvudsak framförs på svenska. Den siffran blir dock varje år justerad till att vissa år ha färre och andra år fler svenska bidrag.

### Genrer och inriktning
Melodifestivalens bidrag har ofta utgjort en lokal definition av begreppet "schlager", med lättaktig pop, som gick i en glidning från inspiration av jazz och swing under 1960-talet över till inspiration av disco under 1970-talet. Efter att melodin "Waterloo" av Abba vann 1974 gick trenden för resten av decenniet mot långsammare popballader, som de av Lasse Berghagen och Björn Skifs. Även dansband och dansbandsartister deltog med framgång. Under 1980-talet dominerades tävlingen av lättsmälta dansbands- och poplåtar, som de av Kikki Danielsson och Lotta Engberg, medan framgångarna under 1990-talet huvudsakligen gick till popballader. I samband med att telefonomröstningarna infördes 1999 blev det allt tuffare för balladerna, och musiken började gå mot "ren" pop och disco.
En viss konformism (det samtida svenska "schlager"-begreppet) fanns länge, men den började brytas när tävlingens upplägg förändrades 2002 och fler artister, grupper och bidrag som tidigare betraktats som för tävlingen alltför "udda" började nå större framgång och uppmärksamhet, bland annat Brandsta City Släckers med sin trallvänliga och humoristiska rock, Sarek, Nordman med sin etnopop samt The Ark med sin glamrock. Sedan i början av 2000-talet har även andelen elektroniska instrument i låtarna ökat, då liveorkestern avskaffats.

### Urvalsmetod för att välja ut startfälten
Åren 1958–1963, 1965–1969, 1971–1975 och 1977–2001 varierade tävlingsansvaret för Melodifestivalen mellan Sveriges Televisions olika redaktioner. Fram till 1981 hölls uttagningen alltid i Stockholm (med bara ett undantag för uttagningen 1975) medan den mellan åren 1982 och 2001 roterade mellan nöjesredaktionerna i Stockholm, Göteborg och Malmö. Upplägget var då att en stad i taget fick ta hand om tävlingen ett år varpå Melodifestivalen flyttade till nästa stad året därpå. Den stad som hade tävlingsansvaret fick själva bestämma hur bidragen skulle väljas ut och hur artister skulle tillsättas. Även om det förekom att urvalsmetoder liksom programinnehåll återanvändes kunde urvalsprocessen förändras från ett år till ett annat. Från och med 2002, då tävlingen växte till ett större koncept med deltävlingar och uppsamlingsprogram inför finalen, är Melodifestivalens redaktion huvudsakligen baserad i Stockholm, detta även om redaktionen hamnar i olika städer i och med att Melodifestivalen varje år åker ut på turné i landet. Undantag gjordes 2021 och 2022 då Sveriges Television till följd av coronaviruspandemin fick hålla Melodifestivalen i Stockholm.

#### Processen
Sedan 2002 har upplägget för tävlingen varit att den startar med en antagning där intresserade låtskrivare och artister ges möjlighet att skicka in tävlingsbidrag. Antagningen har haft olika datum för start och målgång men har i stort sett alltid ägt rum under sommarmånader och/eller tidig höst. Fram till Melodifestivalen 2010 skulle låtskrivarna skicka in bidragen per post, alla år därefter har antagningen hållits digitalt. När antagningen har avslutats räknas antalet inskickade låtar. Rekordsumman, räknat sedan år 1995, är 3 832 bidrag (Melodifestivalen 2011).
Nästa steg i processen är att lyssna igenom alla inskickade låtar, vilket brukar ske av ett antal personer i Melodifestivalens redaktion. Processen görs bland annat för att få ned antalet låtar till runt tusen i och med att göra processen lättare framåt. Fram till 2010 tog Sveriges Television hjälp av Svenska musikförläggareföreningen (SMFF) som fick vara med och göra urvalet, men med tiden fick deras medverkan kritik efter att det framkommit att vissa förlag som skickat in material fick lyssna på egna bidrag och därmed hade chansen att välja bort bidrag från exempelvis allmänheten. 2009 skrev tidningen Aftonbladet om processen där juryn bara fick lyssna igen ett par hundra bidrag från allmänhetens hög efter att resten hade sållats bort. Mellan åren 2010 och 2021 tillkom alltid en eller flera jokrar i startfältet, i det här fallet från tävlingarna Webbjokern/Allmänhetens tävling och/eller P4 Nästa.
När urvalet är gjort överlämnas bidragen till en av Sveriges Television tillsatt jury som består av ett antal personer i olika åldrar och yrkesbakgrunder. Juryns uppgift är att lyssna och granska bidragen och sålla bort de låtar som bedöms inte vara relevanta för tävlingen. Detta görs till dess de bara har ett mindre antal bidrag kvar som då utgör juryns kvot i tävlingen. Juryn har genom åren haft olika stor makt att välja ut startfältet, exempelvis åren 2002 och 2003 valde juryn hela startfältet, medan de mellan åren 2004 och 2010 fick välja ut 27 eller 28 låtar medan resterande låtar tillsattes av Sveriges Television under epitetet jokrar. År 2011 justerades reglerna igen till att juryn respektive Melodifestivalredaktionen årligen utsåg en halva var av startfältet. Detta gällde fram till Melodifestivalen 2025, därefter ändrade Sveriges Television reglerna på nytt till att det är en kärngrupp inom Melodifestivalens redaktion vid Sveriges Television som årligen får välja ut hela startfältet. Kärngruppen har dock hjälp av urvalsjuryn som får genomföra den första lyssningen och ge rekommendationer på låtar de anser borde tävla, men det är kärngruppen som slutligen får bestämma.
När startfältet är helt sammansatt presenteras det officiellt för allmänheten. Dessa presentationer, som kan vara såväl fysiska presskonferenser som bara digitala utskick, brukar vanligtvis ske i slutet av föregående år (dvs. året innan den kommande upplagan ska sändas) där medier brukar bjudas in. Inför startfältet blir officiellt brukar det ofta förekomma spekulationer om vilka artister som har valts ut, till exempel i tidningen Aftonbladets Schlagerblogg.

### Ekonomi
"Vi brukar ju aldrig tala om exakt vad ett program kostar. Det är en princip vi hållit i
 många, många år. [...] Det här är småpengar jämfört med kvalificerad drama.
 [...] Jämför det med en dramaserie på tre avsnitt."

— Eva Hamilton i Ekots lördagsintervju 15 mars 2008.
Ekot: Hur gör ni för att inte bli en del av [de många ekonomiska intressena]?

Hamilton: Våra avtal är ju tillgängliga för Granskningsnämnden. Vi har haft konsulter

inne som har tittat hur avvägningen ser ut. Om den verkar korrekt eller inte.

— Eva Hamilton i Ekots lördagsintervju 9 mars 2013.
Sveriges Television hade 2015 ännu inte öppet redovisat hur mycket det kostar att arrangera en Melodifestival. År 2008 fick Sveriges Televisions dåvarande verkställande direktör Eva Hamilton frågan i Ekots lördagsintervju och besvarade då endast med att kostnaden kunde jämföras i storlek med Expedition Robinson eller en dramaserie i tre delar. Fem år senare sade Hamilton i en ny intervju i Ekots lördagsintervju att "Nettokostnaden för licensbetalaren för ett avsnitt av melodifestivalen är [lite drygt] två miljoner kronor. [...] Det är ungefär vad ett kvalificerat nöjesprogram kostar om vi spelar in i en studio i Stockholm." 2020 intervjudades VD Hanna Stjärne i Kvartal och sade då att kostnaden för avgiftsbetalarna var 2,5 miljoner kronor i timmen.
I februari 2019 gjorde radioprogrammet Medierna en granskning av avtalen med kommuner och sponsorer samt den bristande transparensen kring ekonomin.

#### Beräkningar av den totala ekonomin
Trots hemlighetsmakeriet kring tävlingen har både tidningarna Resumé och Aftonbladet kunnat visa på uppskattningar till kostnader för tävlingen. Inför festivalen 2013 skrev Aftonbladet hur Sveriges Television genom att 2002 göra Melodifestivalen till en samproduktion kunde kringgå lagen om offentlig upphandling. Live Nation, som sköter sponsringen och de kommersiella rättigheterna, uppgavs betala omkring 25 miljoner kronor för rätten att få använda varumärket Melodifestivalen och arrangera programmen på plats vid varje ort medan turnébolaget Blixten & Co sköter logistiken. År 2013 framförde två riksdagsledamöter, Carl-Oskar Bohlin och Lars Beckman, i en debattartikel på Resumé krav på att Sveriges Television skulle ha ökad transparens och öppenhet, det vill säga att Sveriges Television borde redovisa sina kommersiella intäkter för Melodifestivalskonceptet.
Expressen granskade 2018 formella och informella band som har uppstått genom åren, bland annat att personer med centrala positioner och stora ekonomiska intressen i tävlingen umgås privat med Christer Björkman, som under många år var tävlingsproducent för Melodifestivalen.
I tabellen nedan visas de beräkningar som har gjorts, siffror som ej har bekräftats av Sveriges Television i sin helhet.
|                        | Resumé 2010  | Aftonbladet 2013 | Expressen 20153 | Medierna 2019 | SVT 2020 | SVT 2024   |
| ---------------------- | ------------ | ---------------- | --------------- | ------------- | -------- | ---------- |
| sponsring              | 20 mnkr      | minst 20 mnkr    | 20—25 mnkr      |               |          |            |
| kommunernas satsningar | 5 mnkr       | minst 6 mnkr     | 5—10 mnkr       |               |          |            |
| biljettintäkter        | 40 mnkr1     | 60—72 mnkr2      | 40—70 mnkr      |               |          |            |
| telefonröstning        | 30—40 mnkr   | drygt 26 mnkr    | 26—40 mnkr      |               |          |            |
| licensmedel            | 10 mnkr      | 10 mnkr          | 10—15 mnkr      | 25—30 mnkr    | 25 mnkr  | 27,7 mnkr4 |
| summa                  | 100—115 mnkr | minst 120 mnkr   | 100—160 mnkr    |               |          |            |

1 100 000 besökare på 18 galor, två genrep och sändning på varje ort.

2 150 000–175 000 biljetter.

3 Med stöd av uppgifter i Resumé, Aftonbladet, SvD Näringsliv, Dagens samhälle

4 SVT betalar 2,7 miljoner kronor per sänd timme. 4 x 1,5 h + 1 x 2 h (deltävlingar) + 1 x 2.25 h (finalen) = 10.25 h

Till detta kommer kostnader som kommunerna har som inte kommer i denna budget. Varje kommun där en deltävling hålls får en kostnad på runt 2 miljoner.

##### Kommunernas kostnader
Kommunernas kostnader kan bli sekretessbelagda för att inte andra kommuner ska få veta hur mycket en stad har betalat. Enligt avtalet som kommunerna tecknar måste de bjuda på en välkomstfest där journalister, SVT:s representanter och artister kan bjudas på drinkar, mat, vin och underhållning.

##### Kostnader för artisternas scenframträdanden
Varje tävlingsbidrag tilldelas en pott av SVT. 2015 rapporterade SVT:s Kulturnyheterna att SVT, enligt Aftonbladet, bjöd varje nummer på två körsångare och två dansare. Artisterna fick 12500 kronor och ytterligare 75000 kronor för specialeffekter och rekvisita. Utöver det tillåts artisterna att själva lägga till pengar. Danny Saucedos framträdande av "Amazing" uppgavs kosta en kvarts miljon. Andra nummer som har lyfts fram som dyra är Charlotte Perrellis "The Girl" och Sean Banans "Copacabanana".

#### Välgörande ändamål
Delar av intäkterna från telefonröstningen går till välgörande ändamål. Finalen av Melodifestivalen 2009 sågs av 3,59 miljoner tittare, det inkom 1,75 miljoner röster och 3,46 miljoner gick till Radiohjälpen. Uppgifterna har använts för att uppskatta att Idolfinalen 2008, som sågs av 1,6 miljoner tittare, inbringade 4,4 miljoner kronor att fördela mellan teleoperatören och TV4.

#### Samlingsskivor
Efter varje års Melodifestival släpps en samlingsskiva med de bidrag som var med i det årets tävling. Det skivbolag som får rätten att ge ut samlingsskivan är det skivbolag som har fått med flest bidrag av de som fått tävla det året. Sedan år 2003 är det skivbolaget M&L Records som har fått ge ut skivan. Bolaget ägs gemensamt av Bert Karlsson och Bobby Ljunggren, som annars på varsitt håll är de bolag som skickar in flest bidrag till tävlingen. Skivan säljer i storleksordningen 200 000 exemplar med en inkomst till skivbolaget på omkring 25 kronor per såld skiva.
Det har sedan 2000-talets början getts ut samlingsskivor under temat "Melodifestivalen" såsom Svenska Schlagervinnarna 1958-2000 från år 2000, Absolute Schlager och Melodifestivalsfavoriter från 2007. Utöver detta har även spelet Singstar gett ut ett karaoke-TV-spel med Melodifestivallåtar, vilket släpptes under 2007.

### Sångfågeln

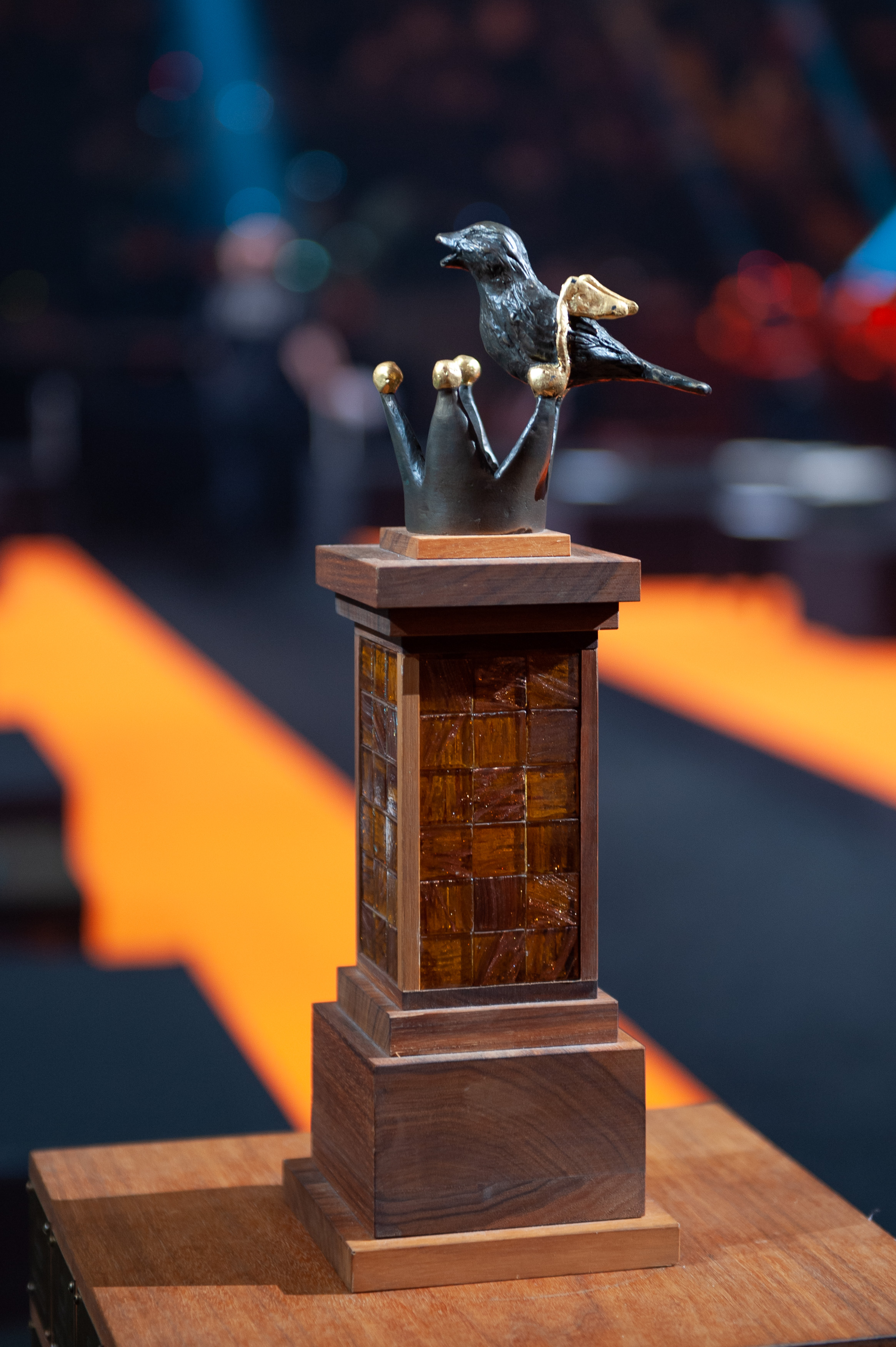
Sångfågeln som delades ut vid Melodifestivalen 2019

Sedan 2005 delas statyetten Sångfågeln ut till skaparna bakom det vinnande bidraget. Som högst kan det delas ut tre sångfåglar till ett bidrag; en till artisten eller artisterna, en till textförfattaren och en till den som skrivit musiken. Statyettens fullständiga namn är Den stora sångfågeln och är designad av konstnären Ernst Billgren. Sångfågeln är gjord i brons och har vingar i guld i form av noter, fågeln sitter på en krona. Fågeln står på en sockel av trä med mosaik på sidorna. Färgen på mosaiken ändras från år till år.
År 2005 hölls "Alla tiders Melodifestival" för att fira Melodifestivalens 50-årsjubileum. Under galan tilldelades alla tidigare vinnare varsin Sångfågel. Förutom den vinnande artisten tilldelas även låtskrivarna bakom vinnarmelodin varsin Sångfågel.
I Melodifestivalen 2020 instiftades en Hall of Fame där olika akter valdes in av en jury. Från 2021 och framåt är tanken att 6 akter per år ska kunna väljas in i Hall of Fame samt att en person som redan valts in kan väljas in i fler kategorier. Vissa kriterier finns dock bland annat att det måste ha gått minst tio år från att händelsen ägt rum för att vederbörande ska kunna bli invald.

### Övrigt
Inför Sveriges första gång som värdland, år 1975, anordnades på privat initiativ Alternativfestivalen utan Sveriges Televisions inblandning. Den alternativa festivalen sades vara helt fri från kommersiell musik. Eftersom Sveriges Television på den tiden hade monopol på TV-sändningar i Sverige och inte ville gynna sin konkurrent fick ingen se Alternativfestivalen i TV utan den var endast tillgänglig för närvarande publik. Dock finns det inspelat TV-material från själva evenemanget, vilket bland annat visades i TV-programmet Reflex år 2009. En inspelad version finns även uppladdad i Sveriges Televisions Öppet arkiv.
År 1994 anordnade TV3 en liknande tillställning som Alternativfestivalen hade haft 1975, med skillnaden att programmet liknade Melodifestivalen till stora delar. Vinnaren, Jenny Öhlund, vann ingen Eurovision-resa utan fick istället en resa till Malaysia. Programmet sändes från en konferensanläggning i Karlstad dagen efter den riktiga Melodifestivalen hade ägt rum.

## Upplägg år för år
Nedan följer de format som tävlingen har haft sedan starten 1958. För att få mer fördjupad information om varje års tävling, exempelvis slutplaceringar för bidrag, rekommenderas att besöka det årets artikel.
Förklaringar:
- H/DF = antalet tävlande i heats/deltävlingar
- VV/TV/AC/SF = Förkortning för Semifinalen[13] (som 2002 hette Vinnarnas val, 2003 Tittarnas val och mellan 2004 och 2021 Andra chansen).
- F = antalet tävlande i en final
- ~ = ungefär så många bidrag som skickades in till tävlingen det året (då det inte finns en exakt siffra).
- ? = Uppgift saknas
- Fetmarkerade år var de åren som Sverige sedan stod värd för Eurovision Song Contest.

### 1950-talet
| År   | Upplägg                                            | Datum                                              | Finalstad & tävlingsarena                          | Antal tävlande bidrag (av totalt inkomna) | Programledare/Dirigent           | Röstningssystem                                                       |
| ---- | -------------------------------------------------- | -------------------------------------------------- | -------------------------------------------------- | ----------------------------------------- | -------------------------------- | --------------------------------------------------------------------- |
| 1958 | Internval, ingen nationell uttagning arrangerades. | Internval, ingen nationell uttagning arrangerades. | Internval, ingen nationell uttagning arrangerades. | 1 (152)                                   | -                                | -                                                                     |
| 1959 | 8 kvalheats & en final                             | Höst 1958 (SF), 29 januari (final)                 | Cirkus, Stockholm                                  | 14H, 8F (?)                               | ?/? (H), Thore Ehrling/? (final) | Poströster avgjorde semifinalerna, Jurygrupper röstade fram vinnaren. |

### 1960-talet
| År   | Upplägg                                 | Datum                              | Finalstad & tävlingsarena   | Antal tävlande bidrag (av totalt inkomna) | Programledare/Dirigent | Röstningssystem                                                                                           |
| ---- | --------------------------------------- | ---------------------------------- | --------------------------- | ----------------------------------------- | --- | --- |
| 1960 | 8 kvalheats, en inför-final &, en final | Höst 1959 (SF), 2 februari (final) | Cirkus, Stockholm (finalen) | 14H, 4F (~1 100)                          | Thore Ehrling/? (H), Jeanette von Heidenstam/ Göte Wilhelmson & Thore Ehrling (final)                                        | Jurygrupper avgjorde både semi- finalerna och finalen. I finalen röstade fyra jurydistrikt fram vinnaren. |
| 1961 | Endast finalkväll (en omgång)           | 6 februari                         | Cirkus, Stockholm           | 5 (~550)                                  | Jeanette von Heidenstam/ Göte Wilhelmson & William Lind                                                                      | Fyra jurydistrikt röstade fram vinnaren.                                                                  |
| 1962 | Endast finalkväll (en omgång)           | 13 februari                        | Cirkus, Stockholm           | 6 (utvalda kompositörer)                  | Bengt Feldreich/Egon Kjerrman & Göte Wilhelmson                                                                              | Poströster bestämde vinnaren.                                                                             |
| 1963 | Endast finalkväll (en omgång)           | 16 februari                        | Cirkus, Stockholm           | 6 (utvalda kompositörer) + 6 (~810)       | Sven Lindahl/ Göte Wilhelmson & William Lind                                                                                 | En expertjury på tolv män röstade fram vinnaren. Endast ettan, tvåan och trean redovisades.               |
| 1964 | Ingen uttagning detta år                | Ingen uttagning detta år           | Ingen uttagning detta år    | Ingen uttagning detta år                  | Ingen uttagning detta år | Ingen uttagning detta år                                                                                  |
| 1965 | Endast finalkväll (en omgång)           | 13 februari                        | Cirkus, Stockholm           | 6 (utvalda kompositörer)                  | Birgitta Sandstedt/William Lind, Mats Olsson & Hans Wahlgren                                                                 | Elva jurydistrikt röstade fram vinnaren.                                                                  |
| 1966 | Endast finalkväll (en omgång)           | 29 januari                         | Cirkus, Stockholm           | 4 (utvalda kompositörer) + 6 (~900)       | Sven Lindahl/William Lind, Mats Olsson & Gert-Ove Andersson                                                                  | Elva jurydistrikt röstade fram vinnaren.                                                                  |
| 1967 | Endast finalkväll (en omgång)           | 24 februari                        | Cirkus, Stockholm           | 10 (~1 180)                               | Maud Husberg/Mats Olsson | Elva jurydistrikt röstade fram vinnaren.                                                                  |
| 1968 | Endast finalkväll (en omgång)           | 9 mars                             | Cirkus, Stockholm           | 10 (~2 233)                               | Magnus Banck/Mats Olsson | Elva jurydistrikt röstade fram vinnaren.                                                                  |
| 1969 | Endast finalkväll (en omgång)           | 1 mars                             | Cirkus, Stockholm           | 10 (~2 402)                               | Pekka Langer/Claes Rosendahl, Marcus Öster- dahl, Bruno Glenmark, Lars Samuelson, Rune Öfwerman, Mats Olsson & Ivan Renliden | Elva jurydistrikt röstade fram vinnaren.                                                                  |

1. ↑  På grund av en artiststrejk deltog inte Sverige i Eurovision 1964. Av samma skäl anordnades heller inte någon uttagning.
2. ↑  År 1965 framfördes samtliga fem finalbidrag av samma artist, Ingvar Wixell.[62]
3. ↑  År 1969 skulle en eventuell nordisk bojkott av ESC ägt rum, med anledning av att ESC skulle äga rum i det då fascistiska Spanien. Detta skedde dock aldrig. Inför den svenska uttagningen valdes artisterna ut på förhand.

### 1970-talet
| År   | Upplägg                       | Datum                                            | Finalstad & tävlingsarena      | Antal tävlande bidrag (av totalt inkomna) | Programledare/Dirigent | Röstningssystem                                                                      |
| ---- | ----------------------------- | ------------------------------------------------ | ------------------------------ | ----------------------------------------- | --- | ------------------------------------------------------------------------------------ |
| 1970 | Ingen uttagning detta år      | Ingen uttagning detta år                         | Ingen uttagning detta år       | Ingen uttagning detta år                  | Ingen uttagning detta år | Ingen uttagning detta år                                                             |
| 1971 | 5 kvalheats & en final        | 23 januari–20 februari (SF), 27 februari (final) | TV-huset, Stockholm            | 15H, 5F (~1 164)                          | Lennart Hyland/Putte Wickman & Leif Asp (H), Claes Rosendahl (finalen)                                                                     | Poströster avgjorde semifinalerna, Expertjury på fem personer röstade fram vinnaren. |
| 1972 | Endast finalkväll (en omgång) | 12 februari                                      | Cirkus, Stockholm              | 10 (~1 000)                               | Gunilla Marcus/Lars Samuelsson, Mats Olsson, Arthur Greenslade, Marcus Österdahl, Lars Bagge, Monica Dominique                             | Expertjury på elva personer röstade fram vinnaren.                                   |
| 1973 | Endast finalkväll (en omgång) | 10 februari                                      | Studio 1 (TV-huset), Stockholm | 10 (utvalda kompositörer)                 | Alicia Lundberg/Lars Samuelsson, Monica Dominique, Bengt-Arne Wallin, Peter Totth, Mats Olsson                                             | Expertjury på elva personer röstade fram vinnaren.                                   |
| 1974 | Endast finalkväll (en omgång) | 9 februari                                       | Studio 1 (TV-huset), Stockholm | 10 (utvalda kompositörer)                 | Johan Sandström/Lars Samuelson, Mats Olsson, Bruno Glenmark, Lars Bagge, Sven-Olof Walldoff                                                | Elva jurydistrikt röstade fram vinnaren.                                             |
| 1975 | Endast finalkväll (en omgång) | 15 februari                                      | Studio 1 (TV-huset), Göteborg  | 10 (utvalda kompositörer)                 | Karin Falck/Lars Samuelson, Sven-Olof Walldoff, Leif Strand, Bengt Palmers, Bruno Glenmark, Alain Leroux                                   | Elva jurydistrikt röstade fram vinnaren.                                             |
| 1976 | Ingen uttagning detta år      | Ingen uttagning detta år                         | Ingen uttagning detta år       | Ingen uttagning detta år                  | Ingen uttagning detta år | Ingen uttagning detta år                                                             |
| 1977 | Endast finalkväll (en omgång) | 26 februari                                      | Cirkus, Stockholm              | 10 (~1 103)                               | Ulf Elfving/Lars Samuelsson, Anders Berglund, Kenneth Staag, Anders Henriksson, Leif Carlquist, Lars Beijbom, Bruno Glenmark               | Elva jurydistrikt röstade fram vinnaren.                                             |
| 1978 | Endast finalkväll (en omgång) | 11 februari                                      | Cirkus, Stockholm              | 10 (60 utvalda kompositörer)              | Ulf Elfving/Anders Berglund, Bengt Palmers, Rune Öfwerman, Wlodek Gulgowski, Anders Henriksson, Lars Samuelson                             | Elva jurydistrikt röstade fram vinnaren.                                             |
| 1979 | Endast finalkväll (en omgång) | 17 februari                                      | Cirkus, Stockholm              | 10 (425)                                  | Ulf Elfving/Lars Samuelson, Anders Eljas, Anders Berglund, Bruno Glenmark, Bengt Palmers, Wlodek Gulgowski, Mats Olsson, Anders Henriksson | Elva jurydistrikt röstade fram vinnaren.                                             |

1. ↑  I protest att mer än ett land vunnit 1969 valde Sverige tillsammans med Finland, Norge, Portugal och Österrike att bojkotta Eurovision 1970.
2. ↑  1971 framfördes alla bidragen i kvalprogrammen av Tommy Körberg, Sylvia Vrethammar och Family Four, där det var den sistnämnda som vann samtliga kvalprogram och fick framföra finalens alla fem bidrag.
3. 1 2  1972 & 1974 hade Sveriges Radio-TV (Sveriges Television) valt att ha förutbestämda artister.
4. ↑  1973 bestod expertjuryn även av utländska musikkritiker.
5. ↑  1975 var Göteborg första gången värd för en Melodifestival.
6. ↑  På grund av ekonomiska och politiska skäl avstod Sverige att tävla i Eurovision 1976, och därför producerades heller ingen nationell uttagning för Sveriges räkning.
7. ↑  1978 sändes inte tävlingen direkt, utan spelades in på eftermiddagen innan den sedan spelades upp på kvällen.

### 1980-talet
| År   | Upplägg                          | Datum       | Finalstad & tävlingsarena      | Antal tävlande bidrag (av totalt inkomna) | Programledare/Dirigent                                      | Röstningssystem |
| ---- | -------------------------------- | ----------- | ------------------------------ | ----------------------------------------- | ----------------------------------------------------------- | --- |
| 1980 | Endast finalkväll (en omgång)    | 8 mars      | Studio 1 (TV-huset), Stockholm | 10 (~1 000- 3 000)                        | Bengt Bedrup/Anders Berglund                                | Elva jurydistrikt röstade fram vinnaren. |
| 1981 | Endast finalkväll (en omgång)    | 21 februari | Cirkus, Stockholm              | 5 (utvalda kompositörer)                  | Janne "Loffe" Carlsson/Anders Berglund                      | Elva jurydistrikt röstade fram vinnaren. |
| 1982 | Endast finalkväll (två omgångar) | 27 februari | Lisebergshallen, Göteborg      | 10 (~120)                                 | Fredrik Belfrage/Anders Berglund                            | Elva jurydistrikt röstade i första omgången fram fem finalister och röstade i den andra omgången fram en slutgiltig vinnare. Bägge omröstningarna skedde öppet.      |
| 1983 | Endast finalkväll (två omgångar) | 26 februari | Palladium, Malmö               | 10 (~90)                                  | Bibi Johns/Anders Ekdahl                                    | Elva jurydistrikt röstade i första omgången fram fem finalister och röstade i den andra omgången fram en slutgiltig vinnare. Endast andra omröstningen skedde öppet. |
| 1984 | Endast finalkväll (två omgångar) | 25 februari | Lisebergshallen, Göteborg      | 10 (?)                                    | Fredrik Belfrage/Curt-Eric Holmquist                        | Elva jurydistrikt röstade i första omgången fram fem finalister och röstade i den andra omgången fram en slutgiltig vinnare. Endast andra omröstningen skedde öppet. |
| 1985 | Endast finalkväll (två omgångar) | 2 mars      | TV-huset, Malmö                | 10 (?)                                    | Eva Andersson                                               | Elva jurydistrikt röstade i första omgången fram fem finalister och röstade i den andra omgången fram en slutgiltig vinnare. Endast andra omröstningen skedde öppet. |
| 1986 | Endast finalkväll (två omgångar) | 22 mars     | Cirkus, Stockholm              | 10 (?)                                    | Lennart Swahn & Tommy Engstrand                             | Elva jurydistrikt röstade i första omgången fram fem finalister och röstade i den andra omgången fram en slutgiltig vinnare. Endast andra omröstningen skedde öppet. |
| 1987 | Endast finalkväll (två omgångar) | 21 februari | Lisebergshallen, Göteborg      | 12 (~1 502)                               | Fredrik Belfrage/Curt-Eric Holmquist                        | Elva jurydistrikt röstade i första omgången fram fem finalister och röstade i den andra omgången fram en slutgiltig vinnare. Endast andra omröstningen skedde öppet. |
| 1988 | Endast finalkväll (två omgångar) | 27 februari | Malmö stadsteater, Malmö       | 12 (?)                                    | Bengt Grafström/Anders Berglund                             | Elva jurydistrikt röstade i första omgången fram sex finalister och röstade i den andra omgången fram en slutgiltig vinnare. Endast andra omröstningen skedde öppet. |
| 1989 | Endast finalkväll (en omgång)    | 11 mars     | Globen, Stockholm              | 10 (?)                                    | Yvonne Ryding-Bergquist & John Chrispinsson/Anders Berglund | Elva jurydistrikt röstade fram vinnaren. |

1. 1 2 3 4 5 6  1980 samt åren 1982–1986 skulle alla tävlande bidrag skickas via ett musikförlag innan de nådde SVT:s urvalsjury.
2. ↑  1983 blev det första året som Malmö fick stå värd för en Melodifestivalsfinal.
3. 1 2  1985 & 1986 användes ingen orkester för att spara pengar. 1986 fick därför de tävlande bidragen framföras med hjälp av musikvideor i den första omgången och med förinspelad musik i den andra omgången.
4. ↑  Med anledning av Palmemordet fick festivalen 1986 flyttas fram ett par veckor från det tidigare tilltänkta sändningsdatumet.

### 1990-talet
| År   | Upplägg                          | Datum       | Finalstad & tävlingsarena  | Antal tävlande bidrag (av totalt inkomna) | Programledare/Dirigent                                                          | Röstningssystem |
| ---- | -------------------------------- | ----------- | -------------------------- | ----------------------------------------- | ------------------------------------------------------------------------------- | --- |
| 1990 | Endast finalkväll (en omgång)    | 9 mars      | Rondo, Göteborg            | 10 (?)                                    | Carin Hjulström/Curt-Eric Holmquist                                             | Elva jurydistrikt röstade fram vinnaren. |
| 1991 | Endast finalkväll (två omgångar) | 31 mars     | Malmö musikteater, Malmö   | 10 (?)                                    | Harald Treutiger/Anders Berglund                                                | Elva jurydistrikt röstade i första omgången fram fem finalister och röstade i den andra omgången fram en slutgiltig vinnare. Endast andra omröstningen skedde öppet.     |
| 1992 | Endast finalkväll (två omgångar) | 14 mars     | Cirkus, Stockholm          | 10 (?)                                    | Adde Malmberg & Claes Malmberg/Anders Berglund                                  | Elva jurydistrikt röstade i första omgången fram fem finalister och röstade i den andra omgången fram en slutgiltig vinnare. Endast andra omröstningen skedde öppet.     |
| 1993 | Endast finalkväll (två omgångar) | 5 mars      | Lisebergshallen, Göteborg  | 10 (1 530)                                | Triple & Touch (Lasse Kronér, Göran Rudbo & Ken Wennerholm)/Curt-Eric Holmquist | Sju jurydistrikt röstade i första omgången fram fem finalister till en andra röstningsomgång. Därefter fick tittarna avgöra genom telefon- röstning i de sju distrikten. |
| 1994 | Endast finalkväll (två omgångar) | 12 mars     | TV-huset, Stockholm        | 10 (?)                                    | Kattis Ahlström & Sven Melander/Anders Berglund                                 | Elva jurydistrikt röstade i första omgången fram fem finalister och röstade i den andra omgången fram en slutgiltig vinnare. Endast andra omröstningen skedde öppet.     |
| 1995 | Endast finalkväll (två omgångar) | 24 februari | Malmö musikteater, Malmö   | 5 (600) + 5 (inbjudna kompositörer)       | Pernilla Månsson/Anders Berglund                                                | Elva jurydistrikt röstade i första omgången fram fem finalister och röstade i den andra omgången fram en slutgiltig vinnare. Endast andra omröstningen skedde öppet.     |
| 1996 | Endast finalkväll (två omgångar) | 22 mars     | Victoriahallen, Stockholm  | 5 (1 475) + 5 (inbjudna kompositörer)     | Pontus Gårdinger & Siw Malmkvist/Anders Berglund                                | Elva jurydistrikt röstade i första omgången fram fem finalister och röstade i den andra omgången fram en slutgiltig vinnare. Endast andra omröstningen skedde öppet.     |
| 1997 | Endast finalkväll (en omgång)    | 8 mars      | Eriksbergshallen, Göteborg | 6 (1 223) + 6 (inbjudna kompositörer)     | Jan Jingryd/Curt-Eric Holmquist                                                 | Elva jurydistrikt röstade fram vinnaren. |
| 1998 | Endast finalkväll (två omgångar) | 14 mars     | Malmö musikteater, Malmö   | 5 (1 121) + 5 (inbjudna kompositörer)     | Pernilla Månsson & Magnus Karlsson/Anders Berglund                              | Elva jurydistrikt röstade i första omgången fram fem finalister och röstade i den andra omgången fram en slutgiltig vinnare. Endast andra omröstningen skedde öppet.     |
| 1999 | Endast finalkväll (en omgång)    | 27 februari | Victoriahallen, Stockholm  | 10 (1 315)                                | Anders Lundin & Vendela Kirsebom Thomessen/ Anders Berglund                     | De elva jurydistrikten delade halva makten med tittarna och gav därmed 473 poäng vardera till finalbidragen.                                                             |

1. ↑  1993 infördes på prov telefonröstning, vilket sedan ströks och kom först att användas på heltid som ett delvis avgörande tävlingsmoment sex år senare.
2. ↑  En regel om att demoartisterna skulle vara beredda att framföra bidraget live, om SVT ville det, infördes i Melodifestivalen 1994.
3. ↑  1997 skulle Peter Rangmar varit programledare, men fick avböja på grund av sjukdom. Rangmar avled den 24 maj samma år.
4. 1 2  Melodifestivalen 1997 och 1998 avgjordes helt av jurydistrikten, men i Eurovision Song Contest fick tv-tittarna avgöra Sveriges poäng genom telefonröstning.

### 2000-talet
| År     | Upplägg                                       | Datum                | Städer & tävlingsarenor | Antal tävlande bidrag (av totalt inkomna)                       | Programledare/Dirigent | Röstningssystem |
| ------ | --------------------------------------------- | -------------------- | --- | --------------------------------------------------------------- | --- | --- |
| 2000   | Endast finalkväll (en omgång)                 | 10 mars              | Göteborgsoperan, Göteborg | 10 (1 349)                                                      | Arja Saijonmaa, Björn Skifs, Carola, Elisabeth Andreassen, Lasse Berghagen, Lasse Holm, Lena Philipsson, Loa Falkman, Lotta Engberg & Tommy Körberg/Curt-Eric Holmquist                                             | De elva jurydistrikten delade halva makten med tittarna och gav därmed 473 poäng vardera till finalbidragen. |
| 2001   | Endast finalkväll (en omgång)                 | 23 februari          | Malmö musikteater, Malmö | 10 (1 567)                                                      | Josefine Sundström & Henrik Olsson | De elva jurydistrikten delade halva makten med tittarna och gav därmed 473 poäng vardera till finalbidragen. |
| 2002   | Fyra deltävlingar, En Andra chans & en final. | 19 januari– 1 mars   | - Tipshallen, Växjö - Himmelstalundshallen, Norrköping - Nordichallen, Sundsvall - Lugnet, Falun - TV-huset, Stockholm - Globen, Stockholm                          | 32DF (1 830), 10F varav 2VV                                     | Claes Åkeson & Kristin Kaspersen | Tittarna avgjorde deltävlingarna, där ettan och tvåan gick till finalen i Globen medan trean och fyran fick en Andra chans17, där ytterligare två bidrag gick till finalen. Finalen avgjordes med hjälp av 50% jury- och 50% tittarröster.                                                                                                |
| 2003   | Fyra deltävlingar, En Andra chans & en final. | 15 februari– 15 mars | - Tipshallen, Jönköping - Scandinavium, Göteborg - Arcushallen, Luleå - Nordichallen, Sundsvall - TV-huset, Stockholm - Globen, Stockholm                           | 32DF (2 620), 10F varav 2TV                                     | Mark Levengood med - Charlotte Nilsson & Lena Philipsson (DF1) - Carola Häggkvist (DF2) - Lill-Babs (DF3) - Roger Pontare (DF4) - Jonas Gardell (finalen) - Marianne Rundström & Rickard Olsson (TV)17              | Tittarna avgjorde deltävlingarna, där ettan och tvåan gick till finalen i Globen medan trean och fyran fick en Andra chans17, där ytterligare två bidrag gick till finalen. Finalen avgjordes med hjälp av 50% jury- och 50% tittarröster.                                                                                                |
| 2004   | Fyra deltävlingar, En Andra chans & en final. | 21 februari– 20 mars | - Löfbergs Lila Arena, Karlstad - Scandinavium, Göteborg - Umeå Arena, Umeå - Malmömässan, Malmö - Hotel Rival, Stockholm - Globen, Stockholm                       | 28DF (3 232) + 4SF (inbjudna kompositörer), 10F varav 2AC       | Charlotte Perrelli, Ola Lindholm & Peter Settman (SF & final) - Elin "Grynet" Ek, Henrik Johnsson & Liza Marklund (AC)                                                                                              | Tittarna avgjorde deltävlingarna, där ettan och tvåan gick till finalen i Globen medan trean och fyran fick en Andra chans17, där ytterligare två bidrag gick till finalen. Finalen avgjordes med hjälp av 50% jury- och 50% tittarröster.                                                                                                |
| 2005   | Fyra deltävlingar, En Andra chans & en final. | 12 februari– 12 mars | - Scandinavium, Göteborg - Cloetta Center, Linköping - Skellefteå Kraft Arena, Skellefteå - Växjö Tipshall, Växjö - Berns, Stockholm - Globen, Stockholm            | 28DF (3 131) + 4SF (inbjudna kompositörer), 10F varav 2AC       | - Alexandra Pascalidou & Shan Atci (DF1) - Henrik Schyffert & Erik Haag (DF2) - Johanna Westman & Markoolio (DF3) - Michael Leijnegard & Kayo (DF4) - Annika Jankell (AC) - Jill Johnson & Mark Levengood (finalen) | Tittarna avgjorde deltävlingarna, där ettan och tvåan gick till finalen i Globen medan trean och fyran fick en Andra chans17, där ytterligare två bidrag gick till finalen. Finalen avgjordes med hjälp av 50% jury- och 50% tittarröster.                                                                                                |
| 2006   | Fyra deltävlingar, En Andra chans & en final. | 18 februari– 18 mars | - Ejendals Arena, Leksand - Löfbergs Lila Arena, Karlstad - Arena Rosenholm, Karlskrona - Scandinavium, Göteborg - TV-huset, Stockholm - Globen, Stockholm          | 28DF (3 326) + 4SF (inbjudna kompositörer), 10F varav 2AC       | - Lena Philipsson (SF + final) - Pekka Heino, kommentator (DF + final) - Carin Hjulström & Henrik Johnsson (AC) | Tittarna avgjorde deltävlingarna, där ettan och tvåan gick till finalen i Globen medan trean och fyran fick en Andra chans17, där ytterligare två bidrag gick till finalen. Finalen avgjordes med hjälp av 50% jury- och 50% tittarröster.                                                                                                |
| 200720 | Fyra deltävlingar, En Andra chans & en final. | 3 februari– 10 mars  | - Kinnarps Arena, Jönköping - Scandinavium, Göteborg - Swedbank Arena, Örnsköldsvik - Läkerol Arena, Gävle - Rosvalla Eventcenter, Nyköping - Globen, Stockholm     | 28DF (3 234) + 4SF (inbjudna kompositörer), 10F varav 2AC       | Kristian Luuk | Tittarna avgjorde deltävlingarna, där ettan och tvåan gick till finalen i Globen medan trean och fyran fick en Andra chans17, där ytterligare två bidrag gick till finalen. Finalen avgjordes med hjälp av 50% jury- och 50% tittarröster.                                                                                                |
| 2008   | Fyra deltävlingar, En Andra chans & en final. | 9 februari– 16 mars  | - Scandinavium, Göteborg - ABB Arena Syd, Västerås - Cloetta Center, Linköping - Telenor Arena, Karlskrona - Arena Arctica, Kiruna - Globen, Stockholm              | 28DF (3 489) + 4SF (inbjudna kompositörer), 10F varav 2AC       | Kristian Luuk samt Björn Gustafsson & Nour El Refai | Tittarna avgjorde deltävlingarna, där ettan och tvåan gick till finalen i Globen medan trean och fyran fick en Andra chans17, där ytterligare två bidrag gick till finalen. Finalen avgjordes med hjälp av 50% jury- och 50% tittarröster.                                                                                                |
| 2009   | Fyra deltävlingar, En Andra chans & en final. | 7 februari– 14 mars  | - Scandinavium, Göteborg - Skellefteå Kraft Arena, Skellefteå - Ejendals Arena, Leksand - Malmö Arena, Malmö - Himmelstalundshallen, Norrköping - Globen, Stockholm | 28DF (3 440) + 4SF (inbjudna kompositörer), 11F varav 2AC + 1WC | Petra Mede | Tittarna avgjorde deltävlingarna, där ettan och tvåan gick till finalen i Globen medan trean och fyran fick en Andra chans17, där ytterligare två bidrag gick till finalen. Finalen avgjordes med hjälp av 50% jury- och 50% tittarröster. En internationell jury fick vara med och påverka en elfte finalist av de utslagna i SF och AC. |

1. ↑  År 2000, som var det första året på det nya millenniet, beslöt SVT sig för att låta programmet ledas av de tio artister som under 1900-talet haft stor framgång i festivalen. Varje artist fick sedan presentera ett bidrag vardera och sedan gjorde de tio (med huskören) ett Melodifestivalsmedley.
2. ↑  2001 blev det första året på 15 år som Sveriges Television inte använde sig av någon orkester. Sedan detta år har orkester aldrig använts i festivalen.
3. ↑  När tävlingen gjordes om år 2002 infördes ett uppsamlingsheat, kallad Andra chansen, där de bidrag som blivit treor och fyror i de fyra deltävlingarna fick tävla om de två sista finalplatserna. Mellan åren 2002 och 2006 sändes detta evenemang dagen efter fjärde deltävlingen sänts, från Stockholm. Under den perioden hade man också andra programledare än huvudprogramledaren/na. Namnet Andra chansen tillkom dock först 2004. Innan dess hette tävlingen Vinnarnas val och Tittarnas val.
4. 1 2 3 4 5 6  2004 införde SVT ett jokersystem som innebar att urvalsjuryn bara valde 28 av 32 bidrag, medan SVT själva fick fyra platser att fylla ut tävlingen med, s.k. jokrar. Detta system användes sedan årligen fram till festivalen 2010.
5. ↑  2007 gjordes Andra chansen om till ett spelupplägg med dueller i kvarts- och semifinaler. Därmed blev Andra chansen en egen deltävling som hölls mellan den fjärde deltävlingen och finalen.
6. ↑  2008 var Kristian Luuk programledare medan Björn Gustafson höll i pausunderhållningen och Nour El Refai intervjuade artisterna bakom scenen. El-Refai och Gustafsson blev Luuks bisittare.
7. ↑  I deltävlingarna år 2009 användes de dueller som användes i Andra chansen redan i deltävlingarna, som en tredje och avgörande spelomgång.

### 2010-talet
| År   | Upplägg                                       | Datum               | Städer & tävlingsarenor | Antal tävlande bidrag (av totalt inkomna)                                                 | Programledare | Röstningssystem |
| ---- | --------------------------------------------- | ------------------- | --- | ----------------------------------------------------------------------------------------- | --- | --- |
| 2010 | Fyra deltävlingar, En Andra chans & en final. | 6 februari– 13 mars | - Fjällräven Center, Örnsköldsvik - Göransson Arena, Sandviken - Scandinavium, Göteborg - Malmö Arena, Malmö - Conventum Arena, Örebro - Globen, Stockholm                              | 27DF (2 614) + 5DF (inbjudna kompositörer) samt ett allmänt wildcard), 10F varav 2AC      | Måns Zelmerlöw, Christine Meltzer & Dolph Lundgren - Lotta Bouvin Sundberg (webbjokerfinalen)                                                                                     | Tittarna avgjorde deltävlingarna, där ettan och tvåan gick till finalen i Globen medan trean och fyran fick en Andra chans, där ytterligare två bidrag gick till finalen. Finalen avgjordes med hjälp av 50 procent juryröster och 50 procent tittarröster. Sex av elva jurygrupper bestod av tävlande ESC-länder.                                                                            |
| 2011 | Fyra deltävlingar, En Andra chans & en final. | 5 februari– 12 mars | - Golden Hits, Stockholm (webbjokerfinalen) - Coop Arena, Luleå - Scandinavium, Göteborg - Cloetta Center, Linköping - Malmö Arena, Malmö - Nordichallen, Sundsvall - Globen, Stockholm | 15DF (3 408) + 15DF (inbjudna kompositörer) samt 2DF (allmänna wildcards), 10F varav 2AC  | - Henrik von Zweigbergk (webbjokerfinalen) - Marie Serneholt & Rickard Olsson (huvudprogramledare) - Elsa Billgren (webbprogramledare)                                            | Tittarna avgjorde deltävlingarna, där ettan och tvåan gick till finalen i Globen/Friends Arena medan trean och fyran fick en Andra chans, där ytterligare två bidrag gick till finalen. Finalen avgjordes sedan med hjälp av elva europeiska jurygrupper och procentuell telefonröstning. Både tittarna och jurygrupperna hade 50 procent makt vardera att utse vinnaren.                     |
| 2012 | Fyra deltävlingar, En Andra chans & en final. | 4 februari– 10 mars | - Vida Arena, Växjö - Scandinavium, Göteborg - Tegera Arena, Leksand - Malmö Arena, Malmö - Rosvalla Eventcenter, Nyköping - Globen, Stockholm                                          | 15DF (2 915) + 16DF (inbjudna kompositörer) samt 1DF (allmänt wildcard), 10F varav 2AC    | Sarah Dawn Finer med - Gina Dirawi (SF + finalen) & Helena Bergström (SF 1+4 & finalen) Övriga programledare: - Nisse Edwall (webbprogramledare) - Lotta Bromé (webbjokerfinalen) | Tittarna avgjorde deltävlingarna, där ettan och tvåan gick till finalen i Globen/Friends Arena medan trean och fyran fick en Andra chans, där ytterligare två bidrag gick till finalen. Finalen avgjordes sedan med hjälp av elva europeiska jurygrupper och procentuell telefonröstning. Både tittarna och jurygrupperna hade 50 procent makt vardera att utse vinnaren.                     |
| 2013 | Fyra deltävlingar, En Andra chans & en final. | 2 februari– 9 mars  | - Telenor Arena, Karlskrona - Scandinavium, Göteborg - Skellefteå Kraft Arena, Skellefteå - Malmö Arena, Malmö - Löfbergs Lila Arena, Karlstad - Friends Arena, Stockholm               | 15DF (1 902) + 15DF (inbjudna kompositörer) samt 2DF (allmänna wildcards), 10F varav 2AC  | Danny Saucedo & Gina Dirawi - Josefine Sundström (webbprogramledare) | Tittarna avgjorde deltävlingarna, där ettan och tvåan gick till finalen i Globen/Friends Arena medan trean och fyran fick en Andra chans, där ytterligare två bidrag gick till finalen. Finalen avgjordes sedan med hjälp av elva europeiska jurygrupper och procentuell telefonröstning. Både tittarna och jurygrupperna hade 50 procent makt vardera att utse vinnaren.                     |
| 2014 | Fyra deltävlingar, En Andra chans & en final. | 1 februari- 8 mars  | - Malmö Arena, Malmö - Cloetta Center, Linköping - Scandinavium, Göteborg - Fjällräven Center, Örnsköldsvik - Sparbanken Lidköping Arena, Lidköping - Friends Arena, Stockholm          | 15DF (2 067) + 15DF (inbjudna kompositörer) samt 2DF (allmänna wildcards), 10F, varav 2AC | Anders Jansson & Nour El Refai - Clara Henry (webbprogramledare) | Tittarna avgjorde deltävlingarna, där ettan och tvåan gick till finalen i Globen/Friends Arena medan trean och fyran fick en Andra chans, där ytterligare två bidrag gick till finalen. Finalen avgjordes sedan med hjälp av elva europeiska jurygrupper och procentuell telefonröstning. Både tittarna och jurygrupperna hade 50 procent makt vardera att utse vinnaren.                     |
| 2015 | Fyra deltävlingar, En Andra chans & en final. | 7 februari- 14 mars | - Scandinavium, Göteborg - Malmö Arena, Malmö - Östersund Arena, Östersund - Conventum Arena, Örebro - Helsingborg Arena, Helsingborg - Friends Arena, Stockholm                        | 13DF (1 733) + 13DF (inbjudna kompositörer) samt 2DF (allmänna wildcards), 12F varav 4AC  | Sanna Nielsen & Robin Paulsson - Filippa Bark (bisittare) | Tittarna avgjorde deltävlingarna, där ettan och tvåan gick till finalen i Friends Arena medan trean och fyran fick en Andra chans, där ytterligare fyra bidrag gick till finalen. Finalen avgjordes sedan med hjälp av elva europeiska jurygrupper och tittarröstning. Både tittarna och jurygrupperna hade 50 procent makt vardera att utse vinnaren.                                        |
| 2016 | Fyra deltävlingar, En Andra chans & en final. | 6 februari- 12 mars | - Scandinavium, Göteborg - Malmö Arena, Malmö - Himmelstalundshallen, Norrköping - Gavlerinken Arena, Gävle - Halmstad Arena, Halmstad - Friends Arena, Stockholm                       | 14DF (2 450) + 13DF (inbjudna kompositörer) samt 1DF (joker), 12F varav 4AC               | Gina Dirawi med - Petra Mede (DF1) - Henrik Schyffert (DF3) - Sarah Dawn Finer (DF4) - Ola Salo & Peter Jöback (AC) - William Spetz (finalen)                                     | Tittarna avgjorde deltävlingarna, där ettan och tvåan gick till finalen i Friends Arena medan trean och fyran fick en Andra chans, där ytterligare fyra bidrag gick till finalen. Finalen avgjordes sedan med hjälp av elva europeiska jurygrupper och tittarröstning. Både tittarna och jurygrupperna hade 50 procent makt vardera att utse vinnaren.                                        |
| 2017 | Fyra deltävlingar, En Andra chans & en final. | 4 februari- 11 mars | - Scandinavium, Göteborg - Malmö Arena, Malmö - VIDA Arena, Växjö - Skellefteå Kraft Arena, Skellefteå - Saab Arena, Linköping - Friends Arena, Stockholm                               | 14DF (2 478) + 13DF (inbjudna kompositörer) samt 1DF (joker), 12F varav 4AC               | Clara Henry, David Lindgren & Hasse Andersson | Tittarna avgjorde deltävlingarna, där ettan och tvåan gick till finalen i Friends Arena medan trean och fyran fick en Andra chans, där ytterligare fyra bidrag gick till finalen. Finalen avgjordes sedan med hjälp av elva europeiska jurygrupper och tittarröstning. Både tittarna och jurygrupperna hade 50 procent makt vardera att utse vinnaren.                                        |
| 2018 | Fyra deltävlingar, En Andra chans & en final. | 3 februari- 10 mars | - Löfbergs Arena, Karlstad - Scandinavium, Göteborg - Malmö Arena, Malmö - Fjällräven Center, Örnsköldsvik - Kristianstad Arena, Kristianstad - Friends Arena, Stockholm                | 14DF (2 324) + 13DF (inbjudna kompositörer) samt 1DF (joker), 12F varav 4AC               | David Lindgren - Fab Freddie (bisittare) | Tittarna avgjorde deltävlingarna, där ettan och tvåan gick till finalen i Friends Arena medan trean och fyran fick en Andra chans, där ytterligare fyra bidrag gick till finalen. Finalen avgjordes sedan med hjälp av elva europeiska jurygrupper och tittarröstning. Både tittarna och jurygrupperna hade 50 procent makt vardera att utse vinnaren.                                        |
| 2019 | Fyra deltävlingar, En Andra chans & en final. | 2 februari- 9 mars  | - Scandinavium, Göteborg - Malmö Arena, Malmö - Tegera Arena, Leksand - Sparbanken Lidköping Arena, Lidköping - Nyköpings Arenor, Rosvalla, Nyköping - Friends Arena, Stockholm         | 14DF (2 295) + 13DF (inbjudna kompositörer) samt 1DF (joker), 12F varav 4AC               | Sarah Dawn Finer, Kodjo Akolor, Marika Carlsson, Eric Saade | Tittarna avgjorde deltävlingarna, där ettan och tvåan gick till finalen i Friends Arena medan trean och fyran fick en Andra chans, där ytterligare fyra bidrag gick till finalen. Finalen avgjordes sedan å ena sidan av åtta europeiska jurygrupper och å andra sidan av tittarnas app- och telefonröstning. Både tittarna och jurygrupperna hade 50 procent makt vardera att utse vinnaren. |

1. ↑  År 2010 införde SVT en s.k. webbjokertävling, där alla människor som ej hade haft musik utgiven tidigare via skivbolag eller liknande kunde få vara med och tävla, och på så sätt få in ett allmänt bidrag i den ordinarie tävlingen.
2. ↑  Under festivalen 2010 medverkade Dolph Lundgren endast i den första deltävlingen och i finalen. Dock medverkade han i inspelade sketcher i resterande tre deltävlingar samt i Andra chansen.
3. ↑  År 2011 gjordes stora förändringar i tävlingen, då man bl.a. tog bort jokersystemet och lät urvalsjuryn bara välja halva startfältet, och därefter fick SVT välja den andra halvan samt tittarna en/två bidrag (genom webbjokertävlingen). Dessutom var det första året som alla bidrag skickades in via Melodifestivalens webbplats och inte per post som tidigare år. En stor förändring var också att alla tidigare svenska jurystäder ersattes av tävlande ESC-länder och att tittarnas fasta telefonpoängssummor i finalen blev istället procentuellt utdelade. Detta system har man även behållit i 2012 och 2013 års finaler.
4. ↑  År 2015 gjordes stora förändringar inom tävlingsupplägget. För det första togs ett bidrag bort per deltävling vilket gör att totalt 28 bidrag valdes ut. I Andra chansen slopas det system som använts de två senaste åren och istället införs en enda duellomgång med fyra dueller som ger fyra segrare. I finalen tävlar sedan 12 bidrag (åtta från deltävlingarna samt fyra från Andra chansen). Utöver detta infördes också en röstningsbegränsning där man från nu endast kan rösta som mest 80 gånger (räknat per telefonabonnemang och sändning), dock att tittarna också kan mobilapplikationsrösta medan bidragen framförs på scenen. I övrigt ser upplägget ut som det har gjort innan.
5. ↑  År 2016 gjordes Allmänhetens tävling om så att urvalsjuryn inte väljer ut en enskild vinnare som blir joker utan väljer ut fem bidrag som går vidare till ordinarie tävlings kvot innan slutomröstningen görs.

### 2020-talet
| År   | Upplägg                                       | Datum               | Städer & tävlingsarenor | Antal tävlande bidrag (av totalt inkomna)                                   | Programledare | Röstningssystem |
| ---- | --------------------------------------------- | ------------------- | --- | --------------------------------------------------------------------------- | --- | --- |
| 2020 | Fyra deltävlingar, En Andra chans & en final. | 1 februari– 7 mars  | - Saab Arena, Linköping - Scandinavium, Göteborg - Coop Norrbotten Arena, Luleå - Malmö Arena, Malmö - Stiga Sports Arena, Eskilstuna - Friends Arena, Stockholm | 14DF (2 545) + 13DF (inbjudna kompositörer) samt 1DF (joker), 12F varav 4AC | Lina Hedlund, Linnea Henriksson & David Sundin | Tittarna avgjorde deltävlingarna, där ettan och tvåan gick till finalen medan trean och fyran fick en Andra chans, där ytterligare fyra bidrag gick till finalen. Finalen avgjordes sedan å ena sidan av åtta europeiska jurygrupper och å andra sidan av app- och telefonröstning. Både tittarna och jurygrupperna hade 50 procent makt vardera att utse vinnaren.              |
| 2021 | Fyra deltävlingar, En Andra chans & en final. | 6 februari– 13 mars | - Annexet, Stockholm | 14DF (2 747) + 13DF (inbjudna kompositörer) samt 1DF (joker), 12F varav 4AC | Christer Björkman med - Lena Philipsson (DF1) - Oscar Zia & Anis Don Demina (DF2) - Jason Diakité (DF3) - Per Andersson & Pernilla Wahlgren (DF4) - Shirley Clamp (AC) - Måns Zelmerlöw & Shima Niavarani (Final) | Tittarna avgjorde deltävlingarna, där ettan och tvåan gick till finalen medan trean och fyran fick en Andra chans, där ytterligare fyra bidrag gick till finalen. Finalen avgjordes sedan å ena sidan av åtta europeiska jurygrupper och å andra sidan av app- och telefonröstning. Både tittarna och jurygrupperna hade 50 procent makt vardera att utse vinnaren.              |
| 2022 | Fyra deltävlingar, En Semifinal & en final.   | 5 februari– 12 mars | - Globen, Stockholm - Friends Arena, Stockholm | 14DF (2 530) + 14DF (inbjudna kompositörer), 12F varav 4SF                  | Oscar Zia - Farah Abadi (backstage) | Tittarna avgjorde deltävlingarna, där ettan och tvåan gick till final medan trean och fyran fick en ny chans genom Semifinalen, där ytterligare fyra bidrag gick till finalen. Finalen avgjordes sedan å ena sidan av åtta europeiska jurygrupper och å andra sidan av app- och telefonröstning. Både tittarna och jurygrupperna hade 50 procent makt vardera att utse vinnaren. |
| 2023 | Fyra deltävlingar, En Semifinal & en final.   | 4 februari– 11 mars | - Scandinavium, Göteborg - Saab Arena, Linköping - Sparbanken Arena, Lidköping - Malmö Arena, Malmö - Hägglunds Arena, Örnsköldsvik - Friends Arena, Stockholm   | 14DF (2 824) + 14DF (inbjudna kompositörer)                                 | Farah Abadi & Jesper Rönndahl | Tittarna avgjorde deltävlingarna, där ettan och tvåan gick till final medan trean och fyran fick en ny chans genom Semifinalen, där ytterligare fyra bidrag gick till finalen. Finalen avgjordes sedan å ena sidan av åtta europeiska jurygrupper och å andra sidan av app- och telefonröstning. Både tittarna och jurygrupperna hade 50 procent makt vardera att utse vinnaren. |
| 2024 | Fem deltävlingar, Ett finalkval & en final.   | 3 februari– 9 mars  | - Malmö Arena, Malmö - Scandinavium, Göteborg - Vida Arena, Växjö - Stiga Sports Arena, Eskilstuna - Löfbergs Lila Arena, Karlstad - Friends Arena, Stockholm    | 15DF (2 624) + 15DF (inbjudna kompositörer)                                 | Carina Berg | Tittarna avgjorde fem deltävlingar, där ettan och tvåan gick direkt till final medan trean och fyran fick en ny chans genom Finalkvalet, där ytterligare två bidrag gick till finalen. Finalen avgjordes sedan å ena sidan av internationella jurygrupper och å andra sidan av tittarröstning. Både tittarna och jurygrupperna hade 50 procent makt vardera att utse vinnaren.   |
| 2025 | Fem deltävlingar, Ett finalkval & en final.   | 1 februari– 8 mars  | - Coop Norrbotten Arena, Luleå - Scandinavium, Göteborg - ABB Arena, Västerås - Malmö Arena, Malmö - Husqvarna Garden, Jönköping - Strawberry Arena, Stockholm   | 15DF (2 794) + 15DF (inbjudna kompositörer)                                 | Keyyo & Edvin Törnblom | Tittarna avgör fem deltävlingar, där ettan och tvåan går till final medan endast de tredjeplacerade bidragen ges möjlighet att på nytt tävla om de två sista finalplatserna genom Finalkvalet. |

1. ↑  År 2022 bytte Sveriges Television namn på Andra chansen till semifinal samt justerade uppsamlingsprogrammets upplägg.[13]
2. 1 2  Inför Melodifestivalen valde Sveriges Television att lägga till en deltävling samtidigt som den dåvarande semifinalen istället avgörs precis efter det att den deltävlingen är avgjord.[8]

## Statistik

### Tävlan i Eurovision Song Contest
Sverige är ett av de länder som haft störst framgång i Eurovision Song Contest genom att ha vunnit tävlingen sju gånger (1974, 1984, 1991, 1999, 2012, 2015 och 2023), vilket är mest av alla länder, dock i ett delat rekord med Irland.
Alla gånger Sverige vunnit har man stått värdland året efter, vilket har skett tre gånger i Stockholm, tre gånger i Malmö samt en gång i Göteborg. Utöver Sveriges vinster har landet blivit tvåa en gång (1966) och trea sex gånger (1983, 1985, 1995, 1996, 2011 och 2014). Förutom topplaceringarna har Sverige även blivit sist två gånger då man varit i final: 1963 (delad trettondeplats med tre länder) och 1977. Genom åren har Sverige utöver topplaceringarna och de två sistaplaceringarna oftast hamnat antingen i högre toppen eller kring mitten av resultatet. Under 1990-talet införde EBU nya regler som sade att de länder som kom bland de sista alternativt som hade för dåligt poängsnitt inte skulle få delta året därpå, men tack vare bra placeringar slapp Sverige att behöva stå över tävlan. Under 2000-talets första decenniums senare hälft fick Sverige i allmänhet sämre placeringar än tidigare år, då man mellan åren 2005-2009, undantaget 2006, hamnade i den nedre halvan av finalfältet, och år 2010 blev första gången som Sverige inte röstades vidare från en semifinal till finalen.
Sverige blev ett av fem länder som år 1997 använde telefonröstning som tävlingsresultat i en Eurovision. Först år 1999 infördes telefonröstning i den svenska uttagningen på regelbundet, trots att det hade redan använts tidigare år 1993.

### Artister som deltagit flest gånger i Melodifestivalen

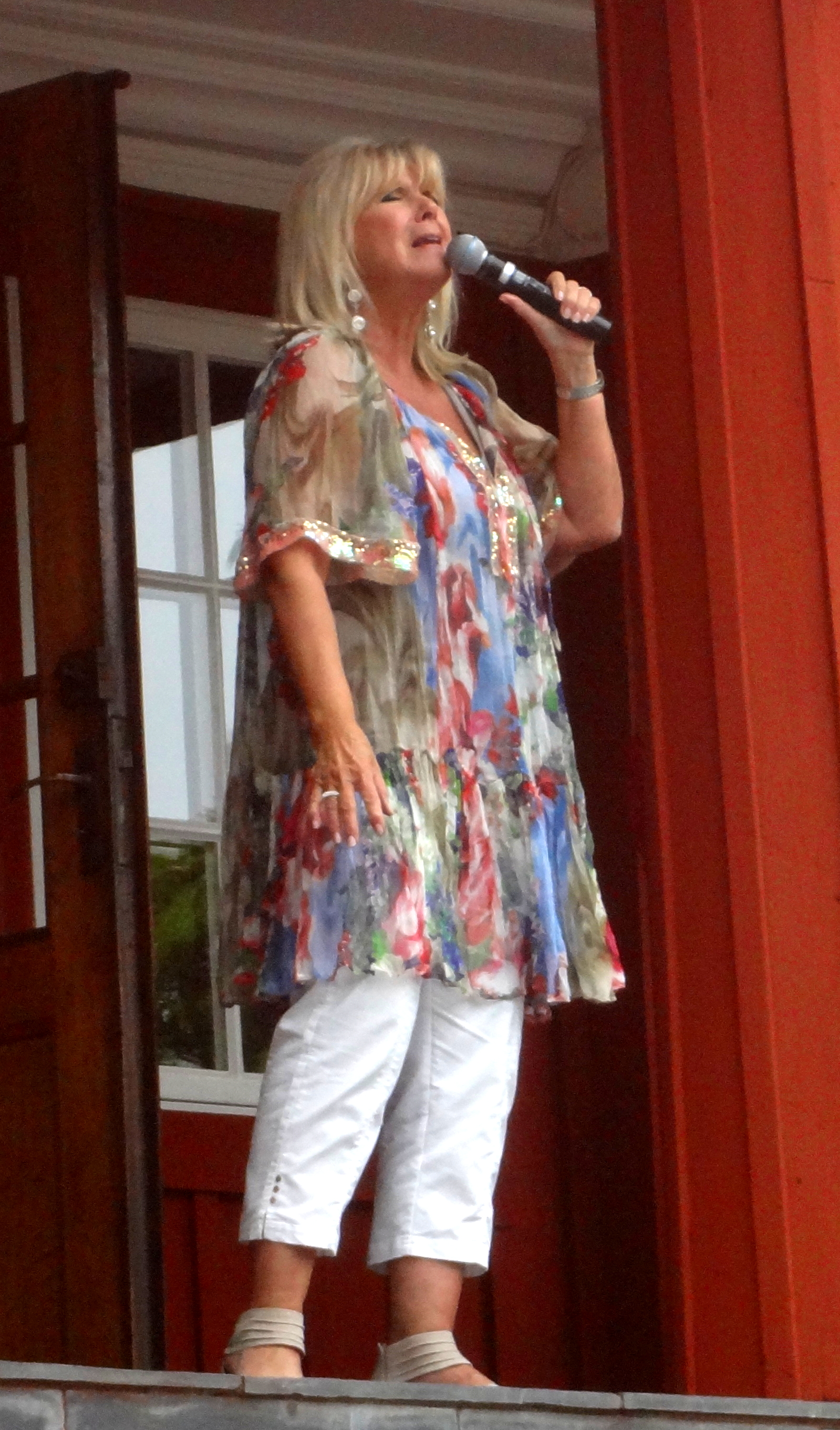
Ann-Louise Hanson är den artist som deltagit flest gånger i Melodifestivalen.

Tabellen nedan anvisar de personer och musikgrupper som har deltagit fem gånger eller fler i festivalen sedan starten 1958.
De år som står i fetstil markerar år som en artist vann Melodifestivalen.
| Antal år | Artist                | År som deltagande som soloartist               | År som deltagande i duett/grupp          |
| -------- | --------------------- | ---------------------------------------------- | ---------------------------------------- |
| 12       | Ann-Louise Hanson     | 19631, 1966, 19671, 1969, 1982, 2019           | 1973, 1974, 1975, 1983, 2002, 2004       |
| 10       | Andreas Lundstedt     | 1996, 1997, 2007, 2012, 2025                   | 2003, 2005, 2009, 2010, 2014             |
| 10       | Kikki Danielsson      | 1983, 1985, 1992, 2006, 2018                   | 1978, 1980, 1981, 1982, 2002             |
| 8        | Jessica Andersson     | 2006, 2007, 2010, 2015, 2018, 2021             | 2003, 2004                               |
| 8        | Linda Bengtzing       | 2005, 2006, 2008, 2011, 2014, 2016, 2020, 2022 | -                                        |
| 8        | Magnus Carlsson       | 2006, 2007, 2015                               | 2000, 2001, 2002, 2003, 2005             |
| 8        | Nanne Grönvall        | 1998, 2003, 2005, 2007, 2020                   | 1986, 1987, 1996                         |
| 7        | Andreas Johnson       | 2006, 2007, 2010, 2012, 2015, 2019             | 2008                                     |
| 7        | Arvingarna            | -                                              | 1993, 1995, 1999, 2002, 2019, 2021, 2025 |
| 7        | Lotta Engberg         | 1987, 1990, 1996                               | 1984, 1988, 2002, 2012                   |
| 7        | Sanna Nielsen         | 2001, 2003, 2007, 2008, 2011, 2014             | 2005                                     |
| 7        | Shirley Clamp         | 2003, 2004, 2005, 2009, 2014, 2022             | 2011                                     |
| 7        | Östen Warnerbring     | 19592, 19602, 19622, 19672, 1972, 1974         | 1968                                     |
| 6        | Anders Glenmark       | 1981                                           | 1973, 1974, 1975, 1984, 1989             |
| 6        | Elisabeth Andreassen  | 1984, 1990, 2011                               | 1981, 1982, 2002                         |
| 6        | Lina Hedlund          | 2003, 2019                                     | 2002, 2009, 2010, 2014                   |
| 6        | Svante Thuresson      | 19663, 1967, 19683, 1969, 1977                 | 19663, 19683, 2007                       |
| 6        | Therese "Tess" Merkel | 2021                                           | 2003, 2005, 2009, 2010, 2014             |
| 5        | Alcazar               | -                                              | 2003, 2005, 2009, 2010, 2014             |
| 5        | Alexander Bard        | -                                              | 2005, 2006, 2008, 2009, 2013             |
| 5        | Carola Häggkvist      | 1983, 1990, 1991, 2006                         | 2008                                     |
| 5        | Charlotte Perrelli    | 1999, 2008, 2012, 2017, 2021                   | -                                        |
| 5        | Danny Saucedo         | 2011, 2012, 2021, 2024                         | 2009                                     |
| 5        | Gladys del Pilar      | 1994, 2004                                     | 2002, 2003, 2012                         |
| 5        | Jan Johansen          | 1995, 2001, 2002, 2020                         | 2003                                     |
| 5        | Karin Glenmark        | 1983                                           | 1973, 1974, 1975, 1984                   |
| 5        | Lisa Ajax             | 2016, 2017, 2019, 2024                         | 2022                                     |
| 5        | Mariette              | 2015, 2017, 2018, 2020, 2023                   | -                                        |
| 5        | Martin Rolinski       | 2013                                           | 2005, 2006, 2008, 2009                   |
| 5        | Nick Borgen           | 1993, 1994, 1995, 1997                         | 1996                                     |
| 5        | Pernilla Wahlgren     | 1985, 1991, 2010                               | 2003, 2013                               |
| 5        | Roger Pontare         | 1999, 2000, 2006, 2017                         | 1994                                     |
| 5        | Sylvia Vrethammar     | 1971, 1972, 2002, 2013                         | 1974                                     |
| 5        | Tomas Ledin           | 1972, 1977, 1978, 1979, 1980                   | -                                        |

1 Ann-Louise Hanson deltog med två bidrag åren 1963 respektive 1967. Totalt har hon tävlat med 14 bidrag och deltagit i 12 melodifestivaler.
2 Östen Warnebring deltog med två bidrag åren 1959, 1960, 1962 och 1967. Totalt tävlade han med 11 bidrag och deltog i sju melodifestivaler.
3 Svante Thuresson deltog med två bidrag åren 1966 och 1968. Totalt tävlade han med åtta bidrag och deltog i sex melodifestivaler.

### Artister med störst framgång
Sedan 1958 har sammanlagt 13 personer vunnit tävlingen mer än en gång. Carola Häggkvist och Marie Bergman är de enda två som hittills vunnit tävlingen tre gånger vardera. Häggkvist vann tävlingen solo åren 1983, 1991 och 2006, medan Bergman vann tävlingen två gånger som del av gruppen Family Four 1971–1972 och en gång med Roger Pontare 1994. Följande personer har vunnit tävlingen två gånger vardera:
- Berndt Öst, Agnetha Munther & Pierre Isacsson (som Family Four) år 1971 & 1972.
- Björn Skifs år 1978 & 1981.
- Charlotte Perrelli år 1999 & 2008.
- Inger Berggren år 1960 & 1962.
- Kikki Danielsson år 1982 (med gruppen Chips) & 1985.
- Loreen år 2012 & 2023.
- Roger Pontare år 1994 (med Marie Bergman) & 2000.
- Siw Malmkvist år 1959 & 1961.
- Tommy Körberg år 1969 & 1988.
- Östen Warnerbring år 1960 & 1967.

### Vinnare som har återkommit året därpå
Genom Melodifestivalhistorien har det vid ett antal tillfällen förekommit att vinnaren från året innan har ställt upp i startfältet året därpå. De som hittills har gjort detta har varit:
| Artist            | Vinnarår | Nästföljande | Vann igen |
| ----------------- | -------- | ------------ | --------- |
| Lily Berglund     | 1962     | 1963         | Nej       |
| Östen Warnerbring | 1967     | 1968         | Nej       |
| Family Four       | 1971     | 1972         | Ja        |
| Ted Gärdestad     | 1979     | 1980         | Nej       |
| Kikki Danielsson  | 1982     | 1983         | Nej       |
| Lotta Engberg     | 1987     | 1988         | Nej       |
| Christer Björkman | 1992     | 1993         | Nej       |
| Friends           | 2001     | 2002         | Nej       |
| Afro-Dite         | 2002     | 2003         | Nej       |
| Fame              | 2003     | 2004         | Nej       |
| The Mamas         | 2020     | 2021         | Nej       |

1. ↑  I Melodifestivalen 1962 framfördes alla melodier av två artister oberoende av varandra. Lily Berglund sjöng förvisso den ena versionen av vinnarmelodin Sol och vår men det var Inger Berggrens version av samma tävlingsbidrag som fick tävla i Eurovision Song Contest 1962.
2. ↑  Gruppen Family Four är den enda gruppen som hittills vunnit tävlingen två gånger och den enda akt genom historien som vunnit tävlingen två år i rad.
3. ↑  Family Four ställde inte upp i 1973 års uttagning.
4. 1 2  1982 tävlade Kikki Danielsson som en del av gruppen Chips (med Elisabeth Andreassen) medan hon året därpå tävlade som soloartist.
5. 1 2  1987 tävlade Lotta Engberg som soloartist i tävlingen och året därpå tillsammans med gruppen Triple & Touch.
6. ↑  På grund av coronavirusutbrottet, som startade under vårvintern 2020, ställdes Eurovision Song Contest in. Av det skälet fick inte gruppen The Mamas tävla för Sverige det året. The Mamas ställde dock upp igen i Melodifestivalen året därpå men fick då i likhet med 2020 års uttagning tävla mot 27 andra artister om segern.

### Vinnarnas finalstartnummer
Nedan är en översikt av vilka startnummer som vinnarlåtarna har haft i Melodifestivalens finaler, räknat sedan 1959 (dock inte 1964, 1970 och 1976 då inga svenska uttagningar anordnades). Låtarna omnämns här i vilket årtal de vann Melodifestivalen. Fetmarkerade årtal indikerar att vinnarlåten tävlade som sista bidrag i sitt års finalstartfält.
| Startnummer | Startnummer                              | Startnummer | Startnummer            | Startnummer                                    | Startnummer            | Startnummer                                                | Startnummer      | Startnummer            | Startnummer                  | Startnummer                                                                  | Startnummer      | Startnummer      |
| Årtal       | 1                                        | 2           | 3                      | 4                                              | 5                      | 6                                                          | 7                | 8                      | 9                            | 10                                                                           | 11               | 12               |
| ----------- | ---------------------------------------- | ----------- | ---------------------- | ---------------------------------------------- | ---------------------- | ---------------------------------------------------------- | ---------------- | ---------------------- | ---------------------------- | ---------------------------------------------------------------------------- | ---------------- | ---------------- |
| Årtal       | 1980, 1985, 1999, 2002, 2003, 2005, 2008 | Ingen       | 1960, 1968, 1992, 2020 | 1961, 1969, 1972, 1981, 1986, 1995, 1996, 2017 | 1971, 1974, 1975, 1984 | 1962, 1963, 1965, 1966, 1989, 1994, 2000, 2004, 2012, 2015 | 2006, 2021, 2024 | 1959, 1991, 2001, 2014 | 1973, 1979, 1990, 2010, 2013 | 1967, 1977, 1978, 1982, 1983, 1993, 1998, 2007, 2011, 2016, 2019, 2022, 2023 | 1988, 2009, 2018 | 1987, 1997, 2025 |
| Antal       | 7                                        | 0           | 4                      | 8                                              | 4                      | 10                                                         | 3                | 4                      | 5                            | 13                                                                           | 3                | 3                |

### Programledare har som lett festivalen mer än ett år
| Antal program | Programledare           | Antal år | År                     |
| ------------- | ----------------------- | -------- | ---------------------- |
| 17            | Gina Dirawi             | 3        | 2012, 2013, 2016       |
| 13            | Sarah Dawn Finer        | 3        | 2012, 2016, 2019       |
| 12            | Farah Abadi             | 2        | 2022, 2023             |
| 12            | David Lindgren          | 2        | 2017, 2018             |
| 12            | Nour El Refai           | 2        | 2008, 2014             |
| 12            | Kristian Luuk           | 2        | 2007, 2008             |
| 9             | Thore Ehrling           | 2        | 1959, 1960             |
| 8             | Lena Philipsson         | 4        | 2000, 2003, 2006, 2021 |
| 7             | Oscar Zia               | 2        | 2021, 2022             |
| 7             | Måns Zelmerlöw          | 2        | 2010, 2021             |
| 7             | Petra Mede              | 2        | 2009, 2016             |
| 7             | Rickard Olsson          | 2        | 2003, 2011             |
| 6             | Mark Levengood          | 2        | 2003, 2005             |
| 6             | Charlotte Perrelli      | 2        | 2003, 2004             |
| 3             | Fredrik Belfrage        | 3        | 1982, 1984, 1987       |
| 3             | Ulf Elfving             | 3        | 1977, 1978, 1979       |
| 2             | Henrik Schyffert        | 2        | 2005, 2016             |
| 2             | Carin Hjulström         | 2        | 1990, 2006             |
| 2             | Carola Häggkvist        | 2        | 2000, 2003             |
| 2             | Pernilla Månsson        | 2        | 1995, 1998             |
| 2             | Jeanette von Heidenstam | 2        | 1960, 1961             |

### Melodifestivalstäder
Orterna nedan har stått som värd för Melodifestivalen och Eurovision Song Contest.

#### Deltävlingar
Följande orter har stått värd för minst en deltävling, sedan detta upplägg tillkom år 2002.
| Antal | Ort          | Plats                      | År                                 |
| ----- | ------------ | -------------------------- | ---------------------------------- |
| 21    | Göteborg     | Scandinavium               | 2003–2020, 2023–2025               |
| 16    | Malmö        | Malmömässan                | 2004                               |
| 16    | Malmö        | Malmö Arena                | 2009–2020, 2023–2025               |
| 8     | Stockholm    | Annexet                    | 2021 (deltävling 1–4)A             |
| 8     | Stockholm    | Globen                     | 2022 (deltävling 1–3)A             |
| 8     | Stockholm    | Friends Arena              | 2022 (deltävling 4)A               |
| 6     | Linköping    | Saab Arena                 | 2005, 2008, 2011, 2014, 2020, 2023 |
| 5     | Växjö        | Växjö Tipshall             | 2002, 2005                         |
| 5     | Växjö        | Vida Arena                 | 2012, 2017, 2024                   |
| 4     | Karlstad     | Löfbergs Arena             | 2004, 2006, 2018, 2024             |
| 4     | Leksand      | Tegera Arena               | 2006, 2009, 2012, 2019             |
| 4     | Luleå        | Arcushallen                | 2003                               |
| 4     | Luleå        | Coop Norrbotten Arena      | 2011, 2020, 2025                   |
| 4     | Skellefteå   | Skellefteå Kraft Arena     | 2005, 2009, 2013, 2017             |
| 4     | Örnsköldsvik | Hägglunds Arena            | 2007, 2010, 2014, 2018             |
| 3     | Karlskrona   | NKT Arena Karlskrona       | 2006, 2008, 2013                   |
| 3     | Jönköping    | Elmiahallen                | 2003                               |
| 3     | Jönköping    | Husqvarna Garden           | 2007, 2025                         |
| 2     | Gävle        | Gavlerinken Arena          | 2007, 2016                         |
| 2     | Eskilstuna   | Stiga Sports Arena         | 2020, 2024                         |
| 2     | Lidköping    | Sparbanken Lidköping Arena | 2019, 2023                         |
| 2     | Norrköping   | Himmelstalundshallen       | 2002, 2016                         |
| 2     | Sundsvall    | Nordichallen               | 2002, 2003                         |
| 2     | Västerås     | ABB Arena                  | 2008, 2025                         |
| 1     | Falun        | Lugnet                     | 2002                               |
| 1     | Sandviken    | Göransson Arena            | 2010                               |
| 1     | Umeå         | Umeå Arena                 | 2004                               |
| 1     | Örebro       | Conventum Arena            | 2015                               |
| 1     | Östersund    | Östersund Arena            | 2015                               |

A På grund av coronapandemin hölls samtliga deltävlingar 2021 och 2022 i Stockholm istället för att vara allokerade på andra orter i Sverige.

#### Uppsamlingsheatet/Semifinalen
Följande orter har stått värd för det uppsamlingsheat eller semifinal som sänds veckan innan finalen äger rum. 
Åren 2002 till 2006 sändes uppsamlingsheatet från en studio eller annan plats i Stockholm dagen efter fjärde deltävlingen ägt rum, medan det mellan åren 2007 och 2023 sändes som en egen sändning veckan före finalen. Sedan 2024 sänds programmet bara som en förlängd del av den sista deltävlingen.
| Antal | Stad         | Plats                      | År               |
| ----- | ------------ | -------------------------- | ---------------- |
| 7     | Stockholm    | Annexet                    | 2021A            |
| 7     | Stockholm    | Berns                      | 2005             |
| 7     | Stockholm    | Friends Arena              | 2022A            |
| 7     | Stockholm    | Hotel Rival                | 2004             |
| 7     | Stockholm    | TV-huset                   | 2002, 2003, 2006 |
| 3     | Nyköping     | Nyköpings Arenor           | 2007, 2012, 2019 |
| 2     | Karlstad     | Löfbergs Arena             | 2013, 2024B      |
| 1     | Eskilstuna   | Stiga Sports Arena         | 2020             |
| 1     | Halmstad     | Halmstad Arena             | 2016             |
| 1     | Helsingborg  | Helsingborg Arena          | 2015             |
| 1     | Jönköping    | Husqvarna Garden           | 2025B            |
| 1     | Kiruna       | Arena Arctica              | 2008             |
| 1     | Kristianstad | Kristianstad Arena         | 2018             |
| 1     | Lidköping    | Sparbanken Lidköping Arena | 2014             |
| 1     | Linköping    | Saab Arena                 | 2017             |
| 1     | Norrköping   | Himmelstalundshallen       | 2009             |
| 1     | Sundsvall    | Nordichallen               | 2011             |
| 1     | Örebro       | Conventum Arena            | 2010             |
| 1     | Örnsköldsvik | Hägglunds Arena            | 2023             |

A På grund av coronapandemin sändes uppsamlingsheatet 2021 respektive semifinalen 2022 från Stockholm istället för att vara allokerad till annan ort i Sverige.
B Från och med Melodifestivalen 2024 sänds uppsamlingsheatet som en förlängd del efter den sista deltävlingen och äger rum i samma arena som deltävlingen.

#### Finaler och Eurovision Song Contest
Följande städer har stått som värd för finalerna och Sveriges värdtillfällen i Eurovision Song Contest:
| Antal | Stad      | Plats             | År                                                      |
| ----- | --------- | ----------------- | ------------------------------------------------------- |
| 52    | Stockholm | Cirkus            | 1959–1963, 1965–1969, 1972, 1977–1979, 1981, 1986, 1992 |
| 52    | Stockholm | Stockholmsmässan  | 1975A, 1996, 1999                                       |
| 52    | Stockholm | TV-huset          | 1971, 1973–1974, 1980, 1994                             |
| 52    | Stockholm | Globen            | 1989, 2002–2012, 2000A, 2016A                           |
| 52    | Stockholm | Strawberry ArenaB | 2013–2020, 2022–2025                                    |
| 52    | Stockholm | Annexet           | 2021C                                                   |
| 9     | Göteborg  | Lisebergshallen   | 1982, 1984, 1987, 1993                                  |
| 9     | Göteborg  | TV-huset          | 1975                                                    |
| 9     | Göteborg  | Rondo             | 1990                                                    |
| 9     | Göteborg  | Eriksbergshallen  | 1997                                                    |
| 9     | Göteborg  | Göteborgsoperan   | 2000                                                    |
| 9     | Göteborg  | Scandinavium      | 1985A                                                   |
| 9     | Malmö     | Malmö Arena       | 2013A, 2024A                                            |
| 9     | Malmö     | Malmö Musikteater | 1988, 1991, 1995, 1998, 2001                            |
| 9     | Malmö     | Palladium         | 1983                                                    |
| 9     | Malmö     | TV-huset          | 1985                                                    |
| 9     | Malmö     | Malmö Isstadion   | 1992A                                                   |

A Arenan har stått som värdarena det år Sverige har stått värd för ett Eurovision Song Contest.
B Strawberry Arena ligger i Solna kommun men räknas till Stockholm som finalstad.
C På grund av coronapandemin avgjordes finalen 2021 i Annexet (utan arenapublik).

### Några händelser kring Melodifestivalen
- 1958 är det hittills enda året som Sverige gjort ett internval av både artist och låt till Eurovision Song Contest.
- År 1965 samt i finalen år 1971 framfördes samtliga tävlingsbidrag av en och samma artist: 1965 av Ingvar Wixell och 1971 av Family Four. Den sistnämnda hade dock tävlat i kvalprogram mot Tommy Körberg och Sylvia Vrethammar och vunnit alla program varför bara Family Fours melodier framfördes i finalen.
- Family Four är även den enda musikgrupp som vunnit Melodifestivalen två år i rad. Ingen soloartist har lyckats vinna två eller flera år i rad.
- Ulf Elving är den ende som varit programledare tre år i rad, vilket är flest av alla som varit programledare sedan 1959. Thore Ehrling, Charlotte Perrelli, Kristian Luuk, Gina Dirawi, David Lindgren och Farah Abadi har lett en Melodifestival två år i rad.
- Nick Borgen är den artist som lyckats medverka flest år i rad, totalt fem gånger (1993–1997). Även om ingen annan artist lyckats komma i kapp det har det förekommit flera artister och grupper som har tävlat tre eller fyra år i rad. Noterbart är att sångaren Magnus Carlsson var nära att komma ikapp Borgen efter att han hade deltagit fyra gånger i rad (2000–2003) men missade tävlingen 2004.
- Alla Melodifestivalfinaler har haft artister av olika kön, med undantag för finalen 1965 som bara hade en tävlande artist. Dessutom blev finalen 2013 unik i och med att tittarna bara röstade vidare en kvinnlig artist (Louise Hoffsten) till den finalen.
- Genom historien har Sveriges Television använt sig av urvalsmetoden att bjuda in låtskrivare till tävlingen för att antingen ta fram alla eller ett urval av tävlingsbidrag till startfältet. Ett sådant exempel var mellan åren 2004 och 2010 då SVT tillsatte fyra jokrar per år som komplement, bidrag som gjordes av inbjudna låtskrivare och artister. Sedan 2011 står SVT för en halva av startfältet som väljs ut vars bidrag kan komma från specialinbjudningar.
- Åren 1969 och 1978 blev det skiljeomröstning i finalen sedan två bidrag hamnat på delad förstaplats. Då fick varje jury rösta igen men bara på den ena av de två melodierna. Sedan tittarröstningen infördes 1999 är det oftast tittarnas röster som avgör en eventuell skiljeomröstning, vilket för övrigt gäller alla placeringar i startfälten. Några sådana tillfällen har dock inte inträffat även om det i vissa finaler har blivit väldigt jämna slutresultat, exempelvis i finalen 2014 då det skilde två poäng mellan vinnaren och tvåan och åren 1987 och 2020 då det i bägge finalerna skilde en enda poäng mellan vinnaren och tvåan.
- Fram till 1982 arrangerades alltid Melodifestivalen i Stockholm, dock med undantag för 1975 års uttagning (som hölls i Göteborg). Därefter, åtminstone fram till Melodifestivalen 2001, valde Sveriges Television att rotera ansvaret för uttagningen mellan sina respektive nöjesredaktioner i Stockholm, Göteborg och Malmö. I händelse av en svensk seger sköttes arrangemangen för följande års Eurovision Song Contest av den redaktion som stod värd för det vinnande årets Melodifestival. Sedan 2002 är det däremot Stockholm där den huvudsakliga redaktionen befinner sig om än att tävlingen sedan dess årligen har åkt ut på turné runt om i Sverige, dock med undantag för uttagningarna åren 2021 och 2022 som fick sändas från Stockholm med anledning av den då pågående coronaviruspandemin.
- Under många år på 1980-talet skulle tävlingsbidrag skickas via musikförlag innan de nådde Sveriges Televisions urvalsjury. Åren 1999 till 2010 samarbetade Sveriges Television med Svenska musikförläggareföreningen (SMFF) för att tillsammans lyssna igenom alla de bidrag som skickas in och refusera innan dessa skulle in till urvalsjuryn. Från 2011 sköter Televisionen detta arbete själva.
- Enligt Sveriges Television skickades 3 832 bidrag in till Melodifestivalen 2011, vilket sägs vara den högsta bidragssumman någonsin, räknat sedan 1995.[31] Före 1995 saknas officiella siffror gällande hur många låtar som skickades in.
- Sedan Melodifestivalen utökades till att omfatta deltävlingar har den slutgiltiga vinnaren kommit fyra gånger från den första deltävlingen (2012, 2018, 2020 och 2022), fyra gånger från den andra deltävlingen (2002, 2003, 2007 och 2014), fyra gånger från den tredje deltävlingen (2005, 2011, 2017 & 2021) och tio gånger från den fjärde deltävlingen (2004, 2006, 2008, 2009, 2010, 2013, 2015, 2016, 2019 och 2023). 11 gånger har vinnaren dessutom haft sista startnumret ut i sin deltävling och en gång har vinnaren gått via uppsamlingsheatet (som då hette Andra chansen).[88]
- Inget bidrag som har haft startnummer 2 i någon Melodifestivalfinal har någonsin vunnit tävlingen, även om bidraget Hej Clown med Jan Malmsjö i 1969 års uttagning var nära att vinna då bidraget först blev delad etta med låten Judy min vän som framfördes av Tommy Körberg. Det ledde till att det blev en andra röstningsomgång där Tommy Körbergs låt vann. Sedan deltävlingar infördes (2002–) är det bara sex bidrag som har haft startnummer två i sin deltävling som har lyckats kvalificera sig direkt till final.

## Kritik mot festivalen
Sedan Melodifestivalens start i slutet av 1950-talet har det årligen riktats kritik mot tävlingen, oftast från kvällspress som Aftonbladet eller Expressen men även från personer som arbetar inom musikbranschen som låtskrivare och skivbolagsdirektörer. Kritiken har bland annat handlat om allt från bidragens kvalité, vänskapskorruption mellan låtskrivare, skivbolag och uttagningsfolk till hanteringen av bidragen, urvalsprocessen och startordningen. Även allmän kritik mot programmet och dess innehåll samt hur det vinnande svenska bidraget har placerat sig i Eurovision Song Contest har förekommit.
Sveriges Television har vid tillfällen bemött kritiken, exempelvis i TV-programmet Uppdrag granskning år 2012. Ett annat exempel var studentprojektet Festivalinspektionen vid Södertörns Högskola där några studenter gjorde en intervjuserie med personer inom och utanför Melodifestivalens bubbla. Projektet pågick åren 2010 och 2011.

### Urvalsprocessen
En kritik som varit återkommande har handlat om urvalsprocesserna, däribland att ett mindre antal låtskrivare "alltid" återkommer i tävlingen år efter år på upphovssidan. Sveriges Television har bemött påståendet med att det finns personer som har låtskrivandet som yrke och som därmed skriver och skickar in mycket material. De har även kunnat påvisa att en majoritet av låtskrivarna som får med tävlingsbidrag brukar vara låtskrivare som aldrig tidigare har varit med i festivalen. Skivbolagen får besök av personer i Melodifestivalens ledning, exempelvis av den tidigare producenten Christer Björkman, som ger förslag på låtar som skivbolagen borde skicka in det året och vilka artister som bör sjunga på demoversionerna. Vissa får veta att de är "intressanta för tävlingen som namn" och "om var intresserade så var SVT "öppna för den diskussionen".
2011 stängdes möjligheten för debutanter att delta på lika villkor som tidigare utgivna låtskrivare. De låtskrivare som inte var utgivna sedan tidigare och inte representerades av ett förlag hänvisades till att konkurrera om en plats i tävlingen genom att först delta i momentet "Webbjokern". Många missförstod regeländringen och skickade in till den ordinarie tävlingen ändå, och Björkman gjorde då en förgallring av låtarna genom att, som de närmast föregående åren, lyssna igenom allt. Han sade "Det är fruktansvärt. Det gränsar till tortyr, för det är verkligen mycket som är uselt."
Det har även förekommit kritik att programmets tävlingsproducent har getts en för stor makt att avgöra stora delar av programmens innehåll. Några som framfört denna kritik är deltagare som suttit med i urvalsjuryn, som i intervjuer har påstått att tävlingsproducenten vid tillfällen bad juryn att lyssna om på låtar som de hade röstat bort, och de menar att den rollen på så sätt påverkar urvalsprocessen. Projektledaren Thomas Hall sade 2011 att "Det är egentligen inget konstigt att det finns en person i ett musikprojekt på SVT som har det yttersta producentansvaret att välja musiken." och jämförde med programmet Allsång på Skansen som inte innehåller ett tävlingsmoment. Varken Björkman eller Hall besvarade då kritiken om tävlingsproducentens påverkan på juryn tidigare år, men hänvisade istället till att genom ett nytt system 2011 behövdes inte det eftersom SVT efter en regeländring nu själva utsåg hälften av bidragen. När urvalet är klart återstår frågan "Hur får man svenska folket att välja 'rätt' låt?", en fråga som SVT har ägnat mycket tankeverksamhet under flera år enligt Björkman.

### Tävlingsjokrar
Under början av 2010-talet införde Sveriges Television två jokrar i Melodifestivalen. Den första jokern, som infördes år 2010, kallades för Webbjokern och senare Allmänhetens tävling, vilken var en uttagning för personer som inte arbetade kommersiellt med låtskrivandet. Under webbjokerns första tre år i Melodifestivalen fick icke-etablerade låtskrivare chansen att skicka in tävlingsbidrag där sedan ett antal av låtarna valdes ut till en publikomröstning. Det vinnande bidraget (ett år vann dock två låtar) fick sedan tävla i Melodifestivalen det kommande året. Efter kritik infördes nya regler år 2012, och inför 2013 års tävling justerades reglerna ytterligare till att låta urvalsjuryn och inte publiken bestämma en vinnare per år. Vid antagningen till Melodifestivalen 2016 slopades Webbjokerns automatiska plats i tävlingen även om låtskrivare fortsatt kunde skicka in låtar till uttagningen och sedan 2019 är momentet helt nedlagt då efter det att SVT valt att hålla den ordinarie antagningen öppen för alla låtskrivare, oavsett om låtskrivarens status (professionell eller nybörjare).
Mellan åren 2013 och 2021 tillkom även ytterligare en joker i sammanhanget från Sveriges Radios årliga musiktävling P4 Nästa. Under dessa år hade Sveriges Television och Sveriges Radio ett samarbete som gick ut på att de delade ut en artistplats i den kommande upplagan av Melodifestivalen till någon av de artister som tävlade i riksfinalen i P4 Nästa. På grund av att artistens tävlingsbidrag i P4 Nästa hade framförts före den 1 september året före uttagningen kunde bidraget inte tävla i den kommande Melodifestivalen vilket gav den artisten istället möjlighet att producera en ny låt till sin Melodifestivalmedverkan. Senaste gången en P4 Nästa-utvald artist tävlade i Melodifestivalen var 2021.
Ingen artist som har valts in som joker i tävlingen, vare sig via Webbjokern eller P4 Nästa under de år momenten användes i programmet, har lyckats kvalificera sig vidare från de deltävlingar de medverkade i.

### Startordningen

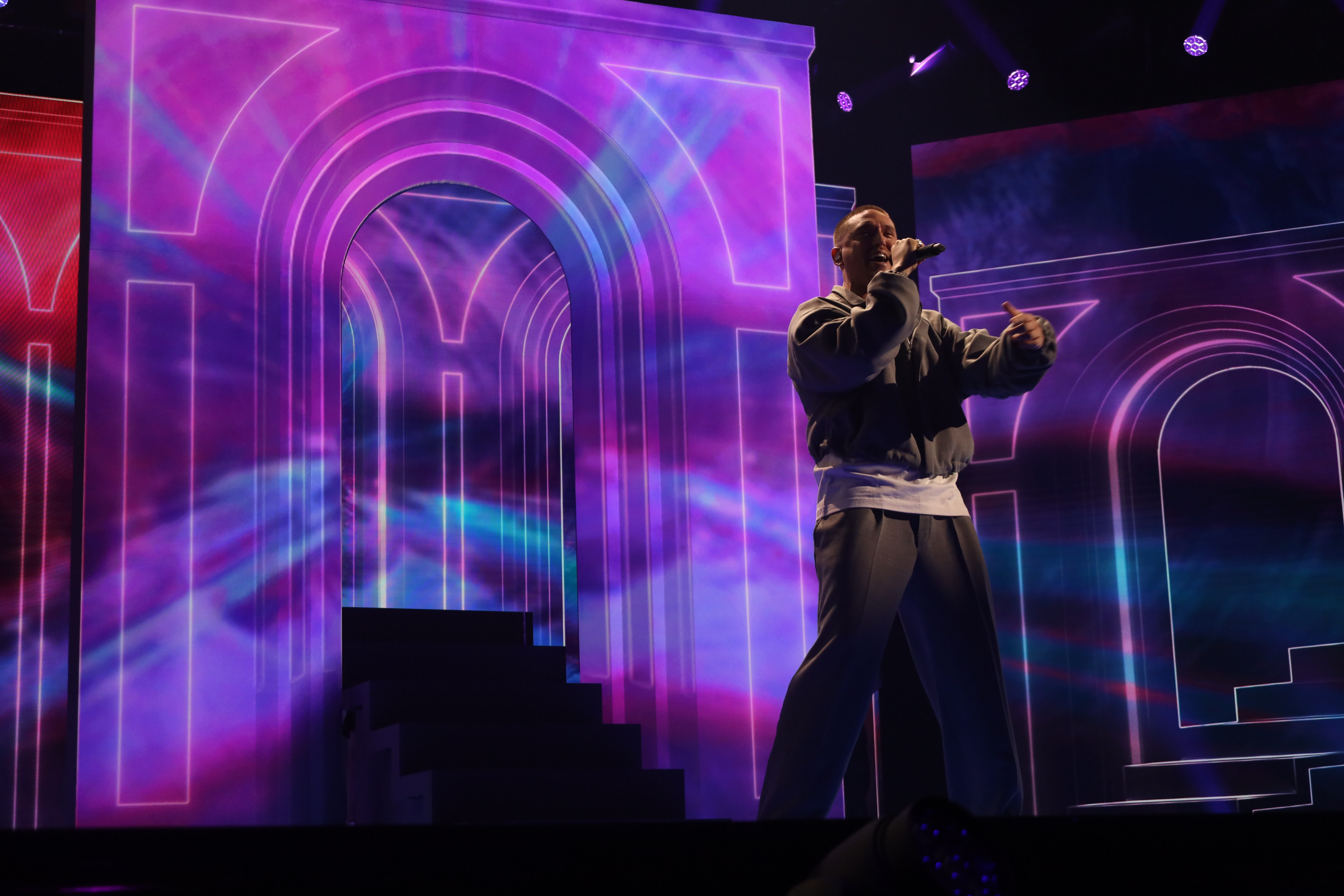
Danny Saucedo har deltagit som soloartist fyra gånger. Han har startat sist i sin deltävling varje gång, och varje gång direktkvalificerat sig till final.

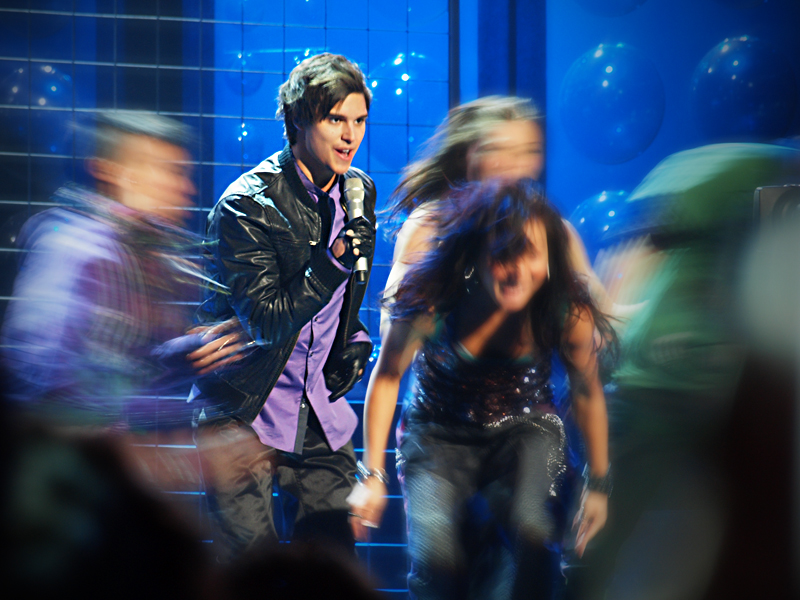
Eric Saade har deltagit som soloartist fyra gånger. Han har startat sist i sin deltävling tre gånger, och har startat först en gång, och varje gång direktkvalificerat sig till final.

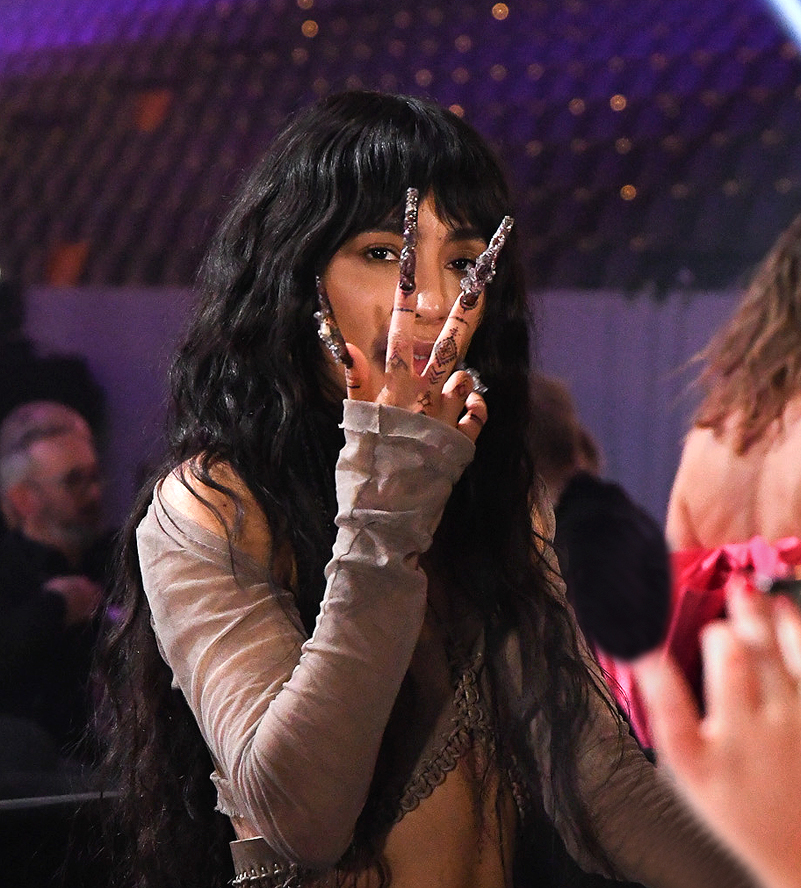
Loreen har deltagit som soloartist fyra gånger, och har startat sist i sin deltävling de tre senaste gångerna. Hon debuterade i Melodifestivalen 2011 med "My Heart is Refusing Me" som tilldelades startnummer två och nådde då kvalet men kom inte till final. 2012 vann låten tävlingen Tredje chansen och blev utsedd till årets låt vid QX Gaygalan 2012. Efter framgångarna med "Euphoria" återutgavs låten som singel och kom då in på hitlistor i andra Europeiska länder.

Sedan 2002 har startordningen avgjorts av tävlingsredaktionen under ledningen av tävlingsproducenten (som mellan åren 2002–2016 var Christer Björkman, mellan 2017–2022 delad mellan Björkman och Karin Gunnarsson och sedan 2022 enbart Gunnarsson). Christer Björkman uttalade under sin producenttid både att startordningen inte spelar någon roll och att den är "oerhört viktig". Startordningens påverkan på resultaten i tävlingen har lyfts och SVT:s inflytande när de bestämmer den har ifrågasatts, och skribenter har efterfrågat transparens kring metoden som appliceras. Det har framförts krav på att den borde vara lottad. Christer Björkman sade 2012 att när han skapade startordningen ordnade han bidragen så att varje bidrag skulle sticka ut i förhållande till de bidrag som omgav det.
SVT skrev 2022 att "I den historiska statistiken har det avslutande startnumret bäst resultat, medan medelplaceringen stiger i takt med att startnumren sjunker, med undantag för startnummer ett, som har en snittplacering närmare det sammanlagda medelvärdet." och uppgav att en anledning kan vara att "tittare som väljer att rösta efter att samtliga bidrag framförts har större benägenhet att minnas de bidrag som framförts senast."
1959–2024 har 63 vinnare utsetts i Melodifestivalen. Sju av dessa vinnare (11 %) har haft det första startnumret i finalen, sexton vinnare (25 %) har haft det sista startnumret, medan ingen vinnare har haft startnummer två. Just startnummer två i Melodifestivalen har beskrivits som ogynnsamt, och att starta sist har beskrivits som ultimat eller bäst.
Tidningen QX gjorde 2013 en sammanställning av utfallen för bidragen i deltävlingarna 2002–2012. Den visade bland annat att startnummer två gått direkt till final minst antal gånger (och haft överlägset flest sistaplatser), samt att sista startnummer gått direkt till final flest gånger.
Sedan deltävlingar blev ett återkommande moment 2002 har det 2002–2024 hållits 93 deltävlingar. Möjliga utfall i deltävlingarna för varje bidrag är något av:
- direktkvalificerad till final, eller
- kvalificerad till kvalomgång, eller
- utslagen

Utfallen för bidragen i endast deltävlingarna med startposition första, andra, och sist, fördelas enligt följande:
| Utfall i deltävlingar 2002–2024 | Utfall i deltävlingar 2002–2024 | Utfall i deltävlingar 2002–2024 | Utfall i deltävlingar 2002–2024 |
| Startnummer                     | Final                           | Kval                            | Utslagen                        |
| ------------------------------- | ------------------------------- | ------------------------------- | ------------------------------- |
| Första                          | 31                              | 32                              | 30                              |
| Andra                           | 5                               | 11                              | 77                              |
| Sista                           | 60                              | 22                              | 11                              |

Efter deltävlingarna kan låtar ha kommit till final på annat sätt, även utslagna låtar. Tabellen redovisar endast resultatet vid deltävlingens slut.
Av de låtar som 2002–2024 har startat sist i en deltävling har 65 % direktkvalificerat sig till final, och av de låtar som har startat som nummer två har 83 % slagits ut ur tävlingen (se tabell). Motsvarande siffror för åren 2002–2012 är 55 % respektive 80 %.
Även i Eurovision Song Contest är det mer gynnsamt ju senare startnummer deltagaren har.

### Vänskapskorruption
Det finns en regelklausul som säger att det skivbolag som får med flest låtar i tävlingen också har rätten att ge ut den officiella samlingsskivan som produceras i samband med varje års tävling. De två skivbolagen Lionheart International och Mariann Grammofon stred länge om rätten men beslöt sig för att starta det gemensamma bolaget M&L Records, ett bolag som bygger hela sin verksamhet på Melodifestivalen, för att gemensamt få ge ut skivan. Skivan är ett av de mest säljande albumen i Sverige och mellan åren 2002 och 2010 inbringade den försäljningen drygt 30 miljoner kronor, vilket också har väckt stark kritik och har bland annat beskrivits som en kartellverksamhet. Enligt Sveriges Television gör de två skivbolagen på det här sättet eftersom de är mest intresserade av tävlingen.[källa behövs] Sveriges Television har gett exempel på att när tävlingen förändrades år 2002 med deltävlingar, Andra chansen och final var både Lionheart och Mariann Grammofon de enda på marknaden som var intresserade att deltaga. Dessutom finns det många deltagare varje år som inte har något skivbolag, varför dessa två är intresserade av att signa nya artister och därmed får med fler bidrag att kunna ge ut.
Dåvarande tävlingsproducenten Christer Björkman fick även i början av sin producenttid i tävlingen kritik för att han både var artistansvarig för programmet samtidigt som han var signad vid ett av skivbolagen som fick med flest bidrag i tävlingen. Inför 2011 års tävling valde Björkman att inte längre vara signad vid detta eller något annat skivbolag. Efter Melodifestivalen 2021 slutade Christer Björkman som producent för tävlingen, något som utannonserades under Melodifestivalen 2017.
Artister är ofta tacksamma för att ha fått delta, och berättar hur mycket den kan betyda för deras karriär,:1m15s:12m45s och vissa artister har ingen karriär utanför Melodifestivalen.:15m30s
Johanna Hagström skrev 2011 att "Det var först när jag själv fick ett ackrediteringskort till Melodifestivalen runt halsen och släpptes in i bubblan, som jag insåg hur tajt och världsfrånvänd schlagerfamiljen är." Hon beskrev frustration och desperation hos artister och låtskrivare som upplevde sig som utestängda från tävlingen.

### Ratade låtar som senare har representerat andra länder
Under många år har det skickats in tävlingsbidrag till Sveriges uttagning som av olika skäl inte har kommit med i Melodifestivalen. Låtskrivarna bakom dessa bidrag har istället valt att skicka samma låtar till andra länders uttagningar där bidragen har kommit med och sedan vunnit och har fått representera det landet istället för Sverige i Eurovision Song Contest. Tabellen nedan visar några av de låtar som gått den vägen sedan 2004.
| År   | Tävlande land, artist & bidrag | Tävlande land, artist & bidrag               | Text &/ musik                                                    | Landets placering i ESC | Sveriges placering    |
| ---- | ------------------------------ | -------------------------------------------- | ---------------------------------------------------------------- | ----------------------- | --------------------- |
| 2004 | Norge                          | Knut Anders Sørum "High"                     | Thomas Thörnholm, Lars Andersson, Dan Attlerud                   | 24:a (final)            | 6:a (final)           |
| 2008 | Lettland                       | Pirates of the Sea "Wolves of the Sea"       | Jonas Liberg, Johan Sahlen, Claes Andreasson, Torbjörn Wassenius | 12:a (final)            | 18:e (final)          |
| 2010 | Danmark                        | Chanée & N'evergreen "In a Moment Like This" | Thomas G:son, Henrik Sethsson, Erik Bernholm                     | 4:a (final)             | Ej i final            |
| 2012 | Irland                         | Jedward "Waterline"                          | Nick Jarl, Sharon Vaughn                                         | 19:e (final)            | 1:a (final)           |
| 2016 | Azerbajdzjan                   | Səmra Rəhimli "Miracle"                      | Amir Aly, Jakke Erixson, Henrik Wikström                         | 17:e (final)            | 5:a (final, värdland) |
| 2018 | Danmark                        | Rasmussen "Higher Ground"                    | Niclas Arn, Karl Eurén                                           | 9:a (final)             | 7:a (final)           |
| 2021 | Malta                          | Destiny "Je Me Casse"                        | Malin Christin, Nicklas Eklund, Amanuel Dermont                  | 7:a (final)             | 14:e (final)          |
| 2022 | Malta                          | Emma Muscat "I Am What I Am"                 | Dino Medanhodzic, Stine Kinck, Julie Aagaard                     | 16:e (semifinal)        | 4:a (final)           |

1. ↑  I Sveriges Televisions program Inför Eurovision Song Contest 2012 berättade programledaren Christer Björkman att låten "Waterline" skickats in till svenska Melodifestivalen både 2010 och 2011, och då med Eric Saade sjungande på demon. Björkman sade att "Första året valde juryn 'Manboy' och andra året valde juryn 'Popular'." Låtskrivarna till "Waterline" beslöt sig därför att skicka in bidraget till den irländska uttagningen 2012, där den sedan vann.[111][112]

### Förinspelad sång på instrumentalskivorna
År 2009 ändrade Sveriges Television reglerna för Melodifestivalen genom att bland annat tillåta förinspelad körsång. Tidigare hade detta varit förbjudet även om SVT år 2001 hade justerat reglerna till att alla bidrag skulle ha förinspelad musik men att all huvud- och körsång skulle genomföras utan förinspelning. År 2011 började rykten gå om att vissa bidrag, såsom Danny Saucedos "In the Club" och Sara Lumholdts "Enemy", hade förstärkt körpaketet med huvudsång. Detta för att huvudsångarna inte skulle behöva ta i för mycket på scenen och därmed undvika att sjunga sin huvudsång nästan helt och hållet. Efter Lumholdts framträdande släpptes ett klipp på internet där man hörde att hon hade använt inspelad sång under framförandet i direktsändningen. Sveriges Televisions åtgärd var att bland annat se över hur Saucedo framförde sin låt i finalen eftersom det bidraget tog sig till final.

### Röstningsrobot
Inför Andra chansen i Melodifestivalen 2014 rapporterade P4 Sjuhärad att ett bidrag som tävlat i Melodifestivalen någon gång de senaste åren hade fått röster som genererats via ett datorprogram. Enligt kanalen hade låtskrivarna till bidraget betalat en person att använda sig av detta datorprogram som genererade cirka 2 500 röster. Mannen som hade tillgång till dataprogrammet filmade när hans dator, som han hade utrustat med ett telefonväxelprogram, ringde och röstade. Att låta en dator automatrösta var vid det tillfället inte emot Melodifestivalens tävlingsregler i och med att det inte fanns någon så kallad röstningsbegränsning, vilket kan jämföras med Eurovision Song Contest där begränsningen är 20 röster per telefon. Mannen som hade satt ihop programmet sade i det inslag P4 Sjuhärad gjorde att han ville visa att det är möjligt att programmera en dator som gör att man kan automatrösta många gånger. Han hävdade att det är en vanlig metod och att skivbolagen använder callcenter för att rösta så många gånger som möjligt, men också att hans dator var enkel och kunde generera ett par hundra samtal i minuten.
Dagen efter avslöjandet höll Sveriges Television en presskonferens där tävlingsledningen meddelade att de hade gjort en regeljustering som från och med då förbjuder automatgenererade röster. Eventuella artister eller låtskrivare som använder sig av detta i framtiden riskerar att diskvalificeras från tävlingen. En justering kring röstningsbegränsning infördes dock först året därpå som gör att det inte längre är möjligt att rösta obegränsat per sändning. Samma år introducerades även så kallad applikationsröstning i programmet.
På grund av incidenten med röstningsroboten stoppade Svenska spel all betting på Melodifestivalen tills vidare det året, och de valde att inte tillåta något spel för Melodifestivalen 2015-2018 då man ej fått garantier från sina leverantörer att det inte skulle kunna gå att fuska. Däremot tillät andra spelbolag betting dessa år. Från 2019 har Svenska Spel haft spel på Melodifestivalen.

### Exponering av tävlande i andra nöjesprogram
2007 ifrågasattes om artister gynnades av att exponeras i andra SVT program som till exempel Så ska det låta strax före tävlingstillfället. Chefen för SVT Nöje sade då att "Det är möjligt att vi får dra lärdom av det här. Det är något vi får se över inför framtiden." Den 26 januari 2020 deltog både Robin Bengtsson och Hanna Ferm i Så ska det låta. Båda skulle delta i Melodifestivalen 2020, och Bengtsson redan i den första deltävlingen den 1 februari 2020. Den 2 februari 2020 tävlade Klara Hammarström mindre än en vecka före sitt deltagande i deltävling 2.

### Undanträngningseffekter
Melodifestivalens stora betydelse för den svenska musikbranschen och nöjesindustrin har ifrågasatts, och likaså om det är en rimlig position för SVT att ha.:28s En stor hit i tävlingen genererar en stor turné, i bästa fall en Europaturné, och släpp av skiva.:18m20s
Mediers intresse för Melodifestivalen är mycket stort. 2023 gjordes 27 369 publiceringar om Melodifestivalen, vilket var 65% mer än antalet publiceringar om gängkriminalitet med 16 559.:10m10s
En av kritikerna, SVT:s musikjournalist Tali da Silva, sade 2024 att "framför allt används [Melodifestivalens makt] på fel sätt" och påpekade att resten av musikbranschen får svårt att nå ut alls under februari och mars; att det är de stora skivbolagen som får med många låtar samtidigt som de små bolagen får det svårt eftersom Melodifestivalen tar mycket av mediernas uppmärksamhet då många journalister och kritiker mer eller mindre blir tvångskommenderade att bevaka tävlingen. Hon ifrågasatte att det ofta var samma, återkommande, låtskrivare och att många var män.:5m24s Om mediernas stora intresse för Melodifestivalen sade da Silva att "Dom siffrorna, det kan ingen tycka är rimligt." och påpekade att Melodifestivalen endast pågår i två månader medan gängkriminaliteten pågår hela året.:10m28s Artisten Nanne Grönvall sade att radion i samband med tävlingen nästan inte alls plockar upp några andra låtar och att artister som inte deltar i tävlingen förpassas till att släppa sina låtar under hösten, och att det blir mycket svårt för små bolag.:6m41s

### Bristande musikalisk kvalitet
Expressens kulturkritiker Gunilla Brodrej hänvisade 2024 till musik som görs i Sverige men som aldrig får samma utrymme och sade "Det är alldeles för dåligt det som man får höra och se i Mellon".:22m8s
Melodifestivalens projektledare 2024, Anders Wistbacka, sade att det är order från cheferna på SVT att programmet ska nå alla. Kritiken mot den musikaliska kvaliteten bemötte han med att hänvisa till att det går bra för låtarna på Spotify. da Silva svarade att det var tydligt att kvantitet gick före kvalitet, och att en Spotifyetta inte var ett kvitto på bra musik: "Det stämmer inte. Det ligger det ingenting i." 
Det har ifrågasatt om artisterna som deltar är av den kalibern att de förtjänar uppmärksamheten, och även att unga och förhållandevis orutinerade artister ställs inför en så stor uppgift.

### Överdrifter vid artistpresentationer
Vissa av SVT:s beskrivningar av de artister som deltar har ifrågasatts, bland annat beskrivningen av Dynazty som "ett av landets hetaste hårdrocksband" 2011 och Yohio som "en stor, stor stjärna i Japan" 2014.

## Melodifestivalen i Öppet arkiv
Under en period hade Sveriges Television återpublicerat tidigare Melodifestivalsfinaler, deltävlingar och uppsamlingsheat som hade sänts fram till 2005 i sitt Öppet arkiv. De finaler som då publicerades sändes 1960, 1977, 1978, 1982, 1985, 1987–1990, 1992–1994, 1996–1998 samt 2000–2005. I maj 2016 valde Sveriges Television, av rättighetsskäl, att inte längre tillhandahålla en stor del av finalerna, men ett tag senare var ändå de flesta finaler från 1980- och 1990-talet tillbaka i arkivet igen. Även finalerna mellan åren 2000-2005 finns att tillgå i Öppet arkiv men däremot endast några deltävlingar och inga uppsamlingsheats.